# Alex Hugo
Alex Hugo est une série télévisée policière française diffusée à partir du 14 mars 2014 sur RTS Deux, en Suisse romande, et du 19 mars 2014 sur la chaîne France 2, puis à partir du 21 septembre 2021 sur France 3, et dont la très forte audience croît d'année en année avec, en 2022, près de sept millions de téléspectateurs en incluant les diffusions en replay, l'un des plus gros succès de l'histoire des séries en France.
La série est créée par Franck Thilliez et Nicolas Tackian et tourne par la suite avec plusieurs auteurs et réalisateurs différents. Chaque épisode de 90 minutes retrace une enquête différente de la police rurale d'un village de montagne. Samuel Le Bihan y joue un ex-inspecteur de la police judiciaire marseillaise passionné par la montagne, où il s'est installé.
Le personnage d'Alex Hugo et son histoire de fond sont librement inspirés du roman Death and the Good Life (1981) du poète américain Richard Hugo, traduit deux fois en français, sous le titre de Meurtres cousus d'or (1981) et sous le titre de La Mort et la Belle Vie (1997).
La série est majoritairement tournée dans la haute vallée de Cervières, dans les Hautes-Alpes, où une petite route goudronnée traverse une douzaine de kilomètres d'alpages inhabités jusqu'à 2 000 mètres d'altitude, à la frontière avec l'Italie. D'autres villages de montagne proches de Briançon, La Grave, Névache, ou Abriès, font aussi le succès de la série,.
Après plus de 10 ans d'un succès qui ne faiblit pas (le dernier épisode de la dixième saison a réuni 5,23 millions et tutoyé les sommets de la chaîne), la onzième saison a débuté le mardi 20 mai 2025, toujours sur France 3.

## Synopsis
Ancien flic marseillais, Alex Hugo, surnommé « La Tendresse », quitte la ville et sa violence qu'il ne supporte plus pour Lusagne, un village de montagne. Il occupe désormais un poste d’inspecteur dans une police rurale. Avec Angelo et Tony Leblanc, les deux autres policiers de « la rurale », il forme une équipe soudée qui connaît bien les autres habitants de la vallée. Chacune de leurs enquêtes porte sur des faits criminels, à l'écoute attentive des victimes, prenant l'allure d'un patient jeu de piste et dénonçant bien souvent les préjugés qu'on se fait de l'inconnu.

## Distribution

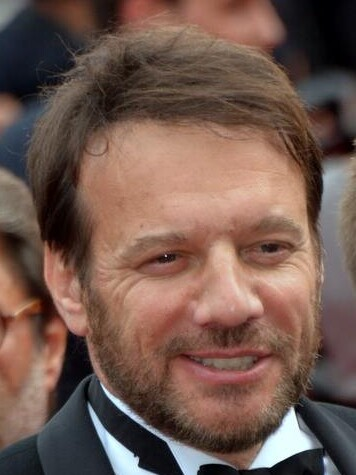
Samuel Le Bihan.
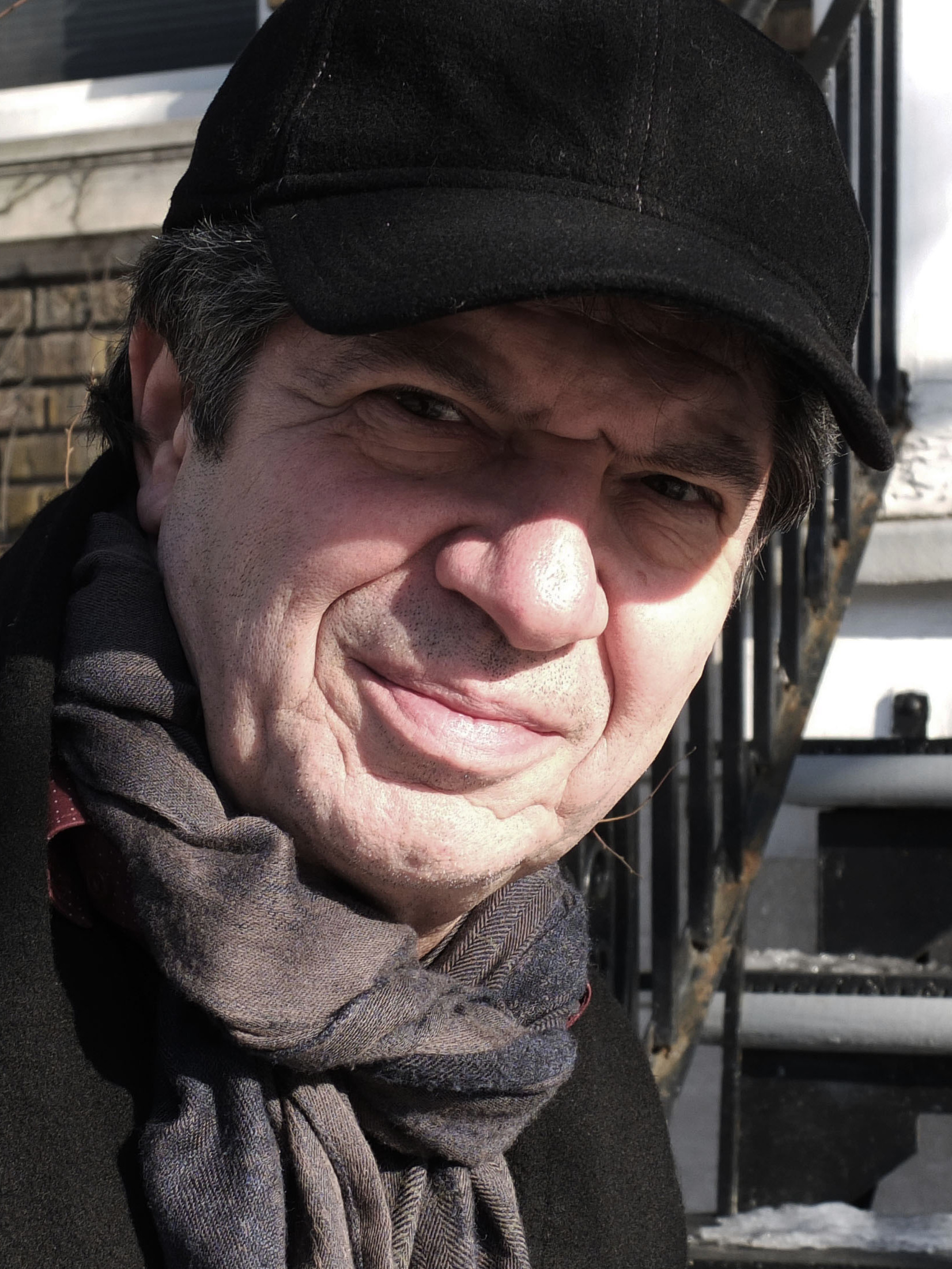
Lionnel Astier.
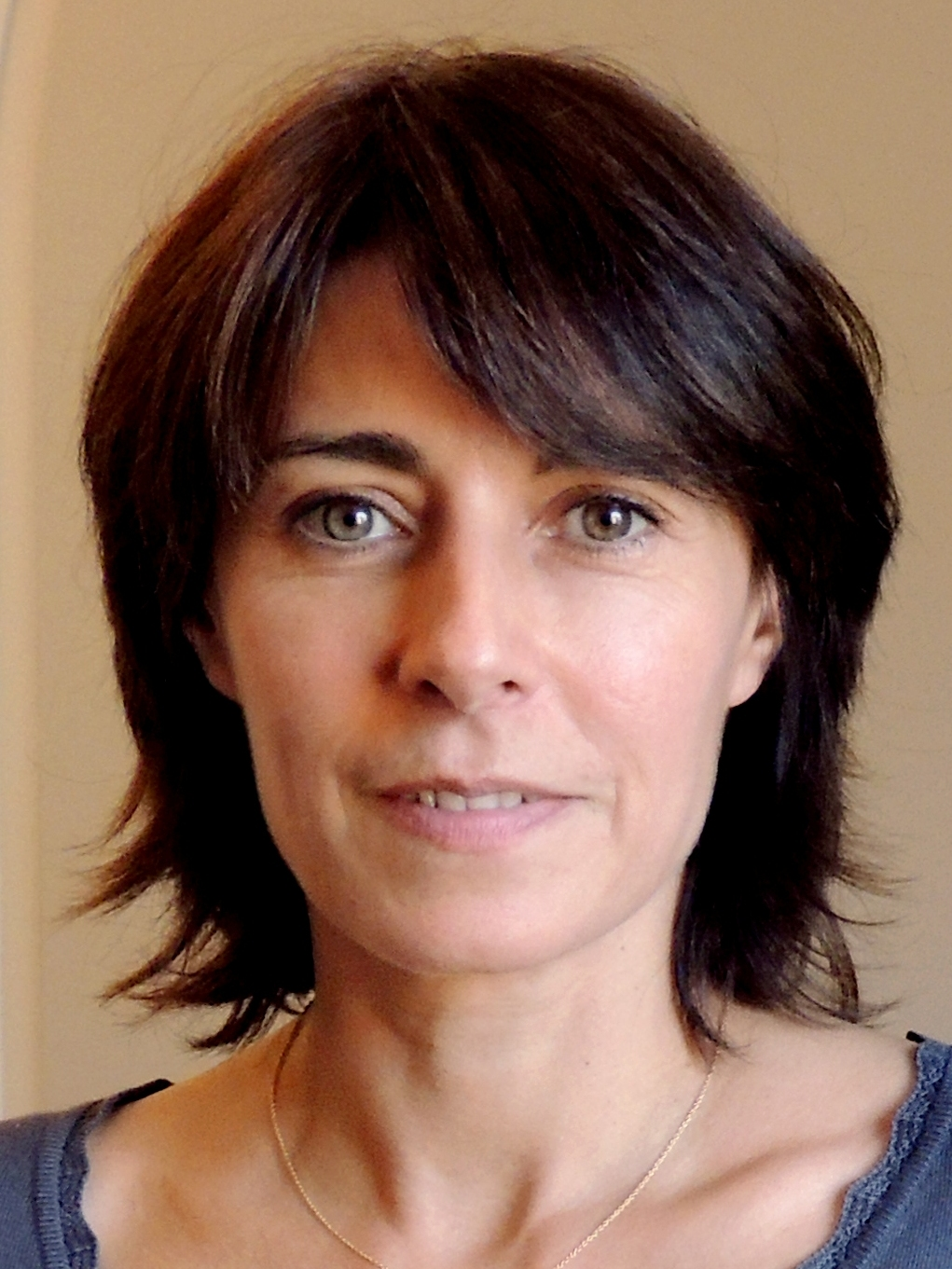
Marilyne Canto.

### Police rurale Lusagne
- Samuel Le Bihan : Alex Hugo
- Lionnel Astier : Angelo Batalla, le « chef » du poste (saison 1 à saison 9, épisode 1)[14]
- Fabien Baïardi : brigadier Tony Leblanc

### Police judiciaire Marseille
- Marilyne Canto : commissaire Christine Dorval (saison 2, épisode 2 à saison 8)[14]
- Mikaël Fitoussi : lieutenant Pascal Renart
- Louise Szpindel : Caroline Wacquier (pilote, saison 1)

### Autres
- Caroline Baehr : Émilie Muller, compagne d'Alex Hugo (saisons 1 à 3 et saison 5, épisode 2)

## Production

### Tournage
Les tournages recourent à la lumière naturelle, à des dronistes de Gap qui connaissent bien les oiseaux, et à beaucoup de repérages en amont. Ils n'utilisent pas de matériel superflu : la flotte de véhicules a été réduite de moitié, avec des cars-loges plus petits que d’habitude et un seul groupe électrogène. Avec l'aide de « Fiction et biodiversité », groupe de chercheuses de l’université d’Aix-Marseille, la réalisation veille à "laisser les bruits de la nature au montage, sans les recouvrir systématiquement de musique", à ajouter des animaux à l’image, mais sans déranger les espèces locales, à filmer à travers les hautes herbes et à nommer les espèces, dire par exemple “un bouquet de tulipes” plutôt que “un bouquet de fleurs”.

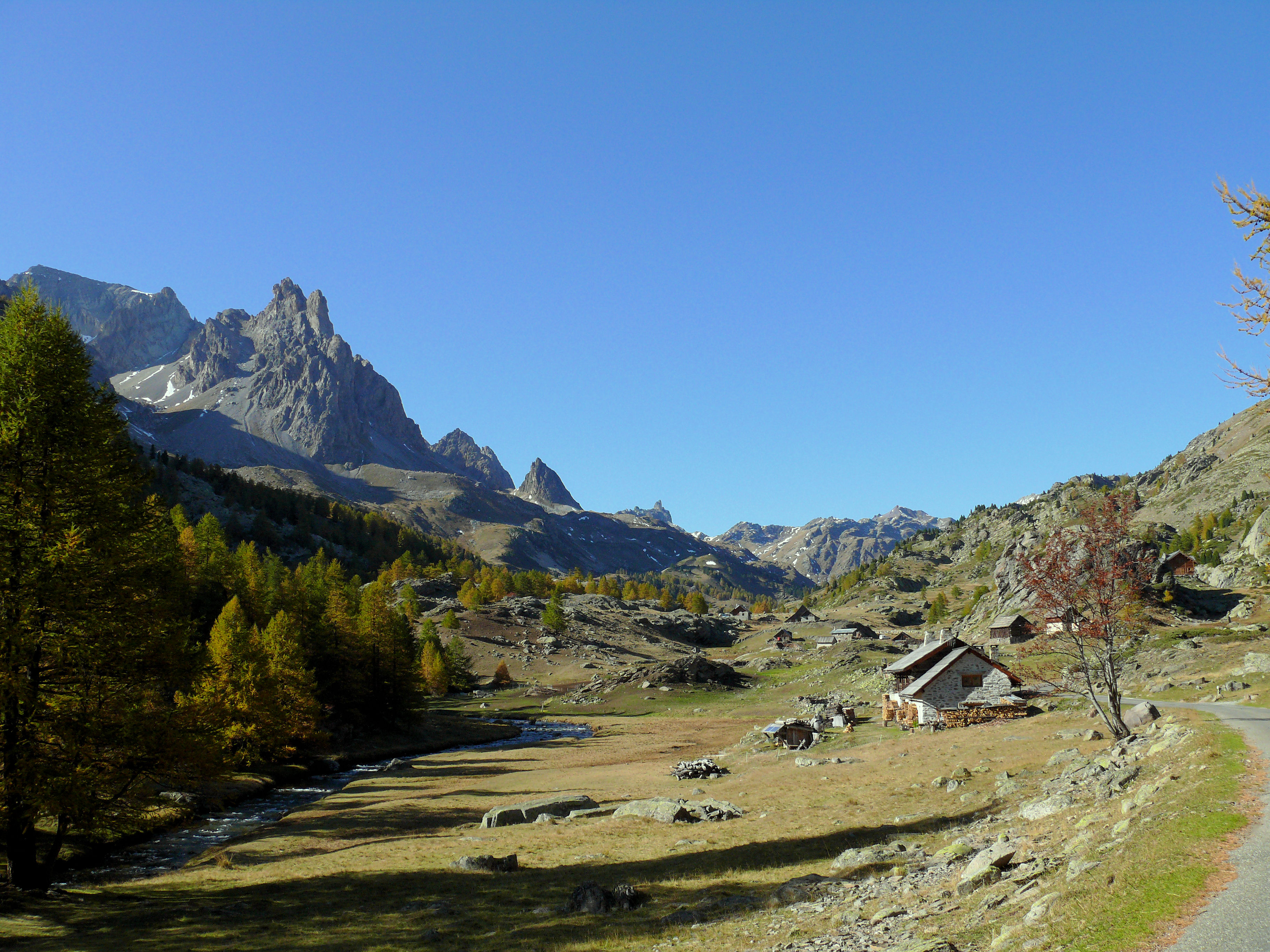
Vallée de la Clarée

#### Lieux
La série est tournée dans les Hautes-Alpes, la vallée de Cervières pour la plupart des épisodes, mais aussi pour certains dans les Bouches-du-Rhône (Marseille, le parc national des Calanques...), dans le massif de la Sainte-Baume…
La vallée et le village de Lusagne n'existent pas, ils ont été inventés pour les besoins de la série.
Le décor montagnard, qualifié d'« époustouflant » par la RTBF, fait que cette série « ne ressemble à aucune autre » du genre, selon la télévision belge, qui cite l’acteur Lionnel Astier, pour qui « la montagne représenterait un personnage à part entière et insufflerait à la série un côté western ». La plupart des épisodes ont lieu en altitude, obligeant l’équipe technique à travailler souvent dans des conditions difficiles, parfois dans le froid, la pluie incessante, ou les orages.
Dans le village de Cervières, l’ancienne école est transformée en locaux de la police rurale de 2005 à 2019,, puis les équipes de tournage s'installent à Val-des-Prés, dans la Vallée de la Clarée, au Centre Elan. En 2022, l ’équipe de tournage passe plusieurs jours en juillet dans les vallées d’Arvieux et d’Abriès-Ristolas, voisines de Cervières, sur l'autre versant du col d'Izoard.
Plusieurs épisodes ayant réuni 5 millions de téléspectateurs en « prime time » en 2015 ont été tournés dans le Champsaur, notamment à Orcières, Merlette, Prapic, Champoléon, Serre-Eyraud, Ancelle, Saint-Jean-Saint-Nicolas, Pont-du-Fossé. Samuel le Bihan est résident secondaire d’Orcières où le week-end il randonne seul.
Le lac Sainte-Anne-de-Ceillac sert de décor au final de S5-E2 (Mémoire morte). Le lac du Pontet (Villar-d'Arène) et le lac de l'Orceyrette (Villar-Saint-Pancrace) apparaissent dans la Saison 3. Le lac Vert de la Vallée Étroite est visible dans l'épisode 2 de la saison 8 et le lac Orceyrette dans l'épisode 2 de la saison 8.

### Fiche technique
- Titre original : Alex Hugo
- Réalisation : Pierre Isoard, Muriel Aubin, Olivier Langlois, Philippe Bérenger, Sylvie Ayme, Thierry Petit
- Scénario : Franck Thilliez, Nicolas Tackian d'après les personnages du roman de Richard Hugo La Mort ou la Belle Vie, paru en 1999[22], Anne Rambach, Marine Rambach, Gilles Cahoreau, Nathalie Hugon, Ivan Piettre, Lorène Delannoy, Véronique Lecharpy, Marc Kressmann, Marie-Alice Gadéa, Julien Guérif, Pierre Isoard, Fabienne Facco
- Musique : Rover, Alexandre Delilez, Bruno Bastero, Laurent Marimbert, Piers Faccini, Jérôme Lemonnier, David Salkin
- Décors : Ramora, Denis Bourgier
- Photographie : Willy Stassen
- Sociétés de production : MFP (Multimédia France Productions), France Télévisions
- Pays de production :  France
- Langue originale : français
- Genre : thriller
- Nombre de saisons : 11
- Nombre d'épisodes diffusés à ce jour : 31 (dont le pilote)
- Durée : 90 minutes
- Dates première diffusion :
  - Suisse :  14 mars 2014 sur RTS Deux
  - France :  19 mars 2014 sur France 2

## Épisodes

### La Mort et la Belle Vie(pilote)
- Réalisation : Pierre Isoard

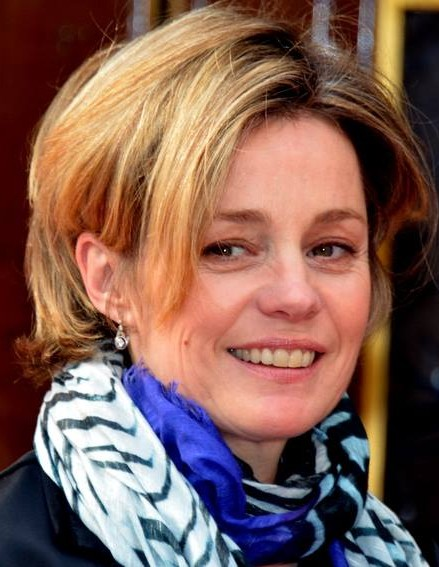
Anne Jacquemin

- Scénario : Nicolas Tackian et Franck Thilliez
- Musique originale : Rover
- Première diffusion :
  -  Suisse : 14 mars 2014 sur RTS Deux
  -  France : 19 mars 2014 sur France 2
- Résumé : la découverte d'un corps au bord d'un torrent vient troubler la vie tranquille d'Alex Hugo, ancien grand flic de Marseille, aujourd'hui garde rural au sein d'un poste isolé dans les montagnes à cause d'une violence qu'il ne supporte plus. Très vite « la tueuse à la hache » est interpellée mais un copieur semble en avoir profité pour imiter le mode opératoire de cette criminelle et pour assassiner le directeur d'une fromagerie. Alex va se rendre compte que ce meurtre a peut-être un rapport avec une affaire marseillaise d'il y a quinze ans. L'instinct endormi du flic se réveille. Il va lui falloir retrouver la ville, et Caroline Wacquier, une enquêtrice de la brigade criminelle qui le prend de haut, et remuer les fantômes du passé.
- Distribution :

- Céline Samie : Alice Jamet
- Anca Radici : Agnès Morelle
- Anne Jacquemin : Marine Cruzatier
- Sava Lolov : Julien Jamet
- Christian Mazzuchini : Victor Medici
- Antoine Seguin : prof de philo
- Benoit Thiebault : bûcheron
- Aude Briant : Hélène Aubert
- Fernando Scaerese : serveur restaurant
- Maxime Carre : Mikaël Jamet
- Virginie Moll Balestreri : Alice Jamet jeune
- Florine Mullard : Marine Cruzatier jeune
- Maxime Flourac : Vincent Cruzatier jeune
- Romain Brethau : Victor Medici jeune
- Sarah Labhar : Valentine Petit
- Hubert Rollet : flic couloir
- Grégory Di Meglio : vendeur sex shop
- Frédéric Restagno : dépanneur
- Philippe Baron : Alain Dubois
- Marie-Pierre Hoareau : archiviste
- David Bancel : braconnier
- Henri Guybet : le vieil homme, tueur au commissariat

- Tournage : le tournage est effectué dans le département des Hautes-Alpes (Orcières, Orcières-Merlette, Champoléon, Ancelle, et dans le parc national des Écrins), dans le département des Bouches-du-Rhône (Marseille, notamment au port de Marseille-Fos, et dans le parc national des Calanques)[23]
- Anecdotes : cet épisode initial a concouru au Festival du Luchon qui s'est déroulé du 12 au 16 février 2014 dans la catégorie « Unitaires Mini-Série ».

### Première saison (2015)

#### Épisode 1:Comme un oiseau sans ailes
- Numéro de production : 1 (1-01)
- Réalisation : Olivier Langlois
- Scénario : Nicolas Tackian et Franck Thilliez
- Musique originale : Alexandre Delilez
- Première diffusion :
  -  France : 2 septembre 2015 sur France 2
- L'arc narratif : cet épisode a été tourné en troisième mais diffusé en deuxième (après le pilote), ce qui perturbe quelque peu l'arc (un épisode assez crucial pour les personnages récurrents précède un épisode plus quotidien).
- Résumé : Lisa Leblanc saute à l'élastique et s'écrase. Tout indique un suicide, mais très vite, Alex Hugo, qui connaît la jeune femme, se rend compte qu'elle a peut-être été poussée à se tuer. De plus, quelqu'un a l'air d'avoir filmé la chute de très près. Tandis qu'Angelo accueille quelques jours son neveu qui tourne mal et va lui causer des problèmes au village, Alex mène l'enquête et ses doutes se confirment lorsqu'il se rend compte qu'une autre femme s'est décrochée d'un parapente sur les calanques de Marseille quelques semaines plus tôt. Là aussi quelqu'un filmait. Le dossier de ce suicide des calanques est géré par la brigade criminelle de Marseille. Alex se remet donc en contact avec Caroline Wacquier, et les deux vont travailler de concert pour résoudre cette étrange affaire : les deux victimes étaient-elles sous influence ?
- Distribution :

- Caroline Baehr : Emilie
- Matthieu Rozé : Luc Florval
- Quentin Baillot : Docteur Gambier
- Louise Szpindel : Caroline Wacquier
- Jules Ritmanic : Kylian
- Pierre Pfauwadel : le hacker
- Bernard Graczyk : Jean Braviere
- Marc Bozzai : Henri, l'agriculteur
- Jacques Germain : Mathieu Simonin
- Anita Sarxian : mère d'Angelo
- Sophie Garagnon : sœur d'Angelo
- Kevin Pastore : Greg
- Didier Bourguignon : Arthur Swan
- Laetitia Rosier : Lisa Leblanc
- Jérôme Care-Aulanier : moniteur saut à l'élastique
- Vanina Delannoy : monitrice parapente
- Camille Damour : le laborantin
- Sophie Payan : hôtesse du centre
- David Petit : jeune africain Moussa
- Brian Begnan : Demba
- Tella Kpomahou : la dealeuse africaine

- Tournage : le tournage est effectué dans le département des Hautes-Alpes (parc national des Écrins, Orcières, Le Monêtier-les-Bains, Villar-Saint-Pancrace, Briançon), et dans le département des Bouches-du-Rhône (Marseille, port maritime, parc national des Calanques[23].

#### Épisode 2:La Traque
- Numéro de production : 2 (1-02)
- Réalisation : Pierre Isoard

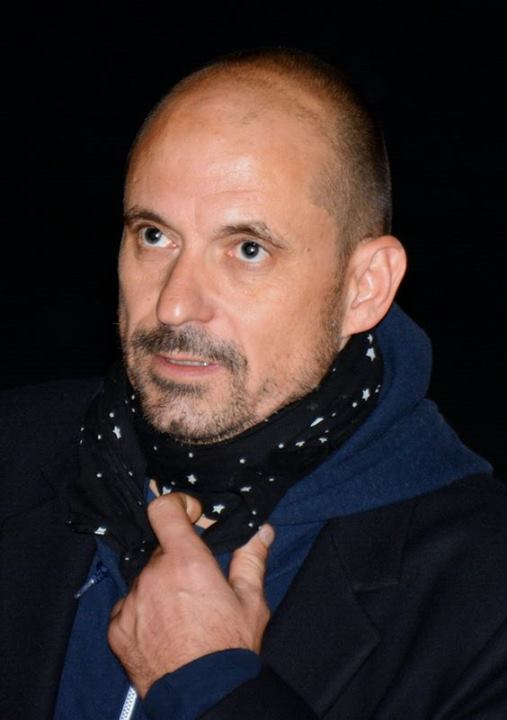
Antoine Basler.

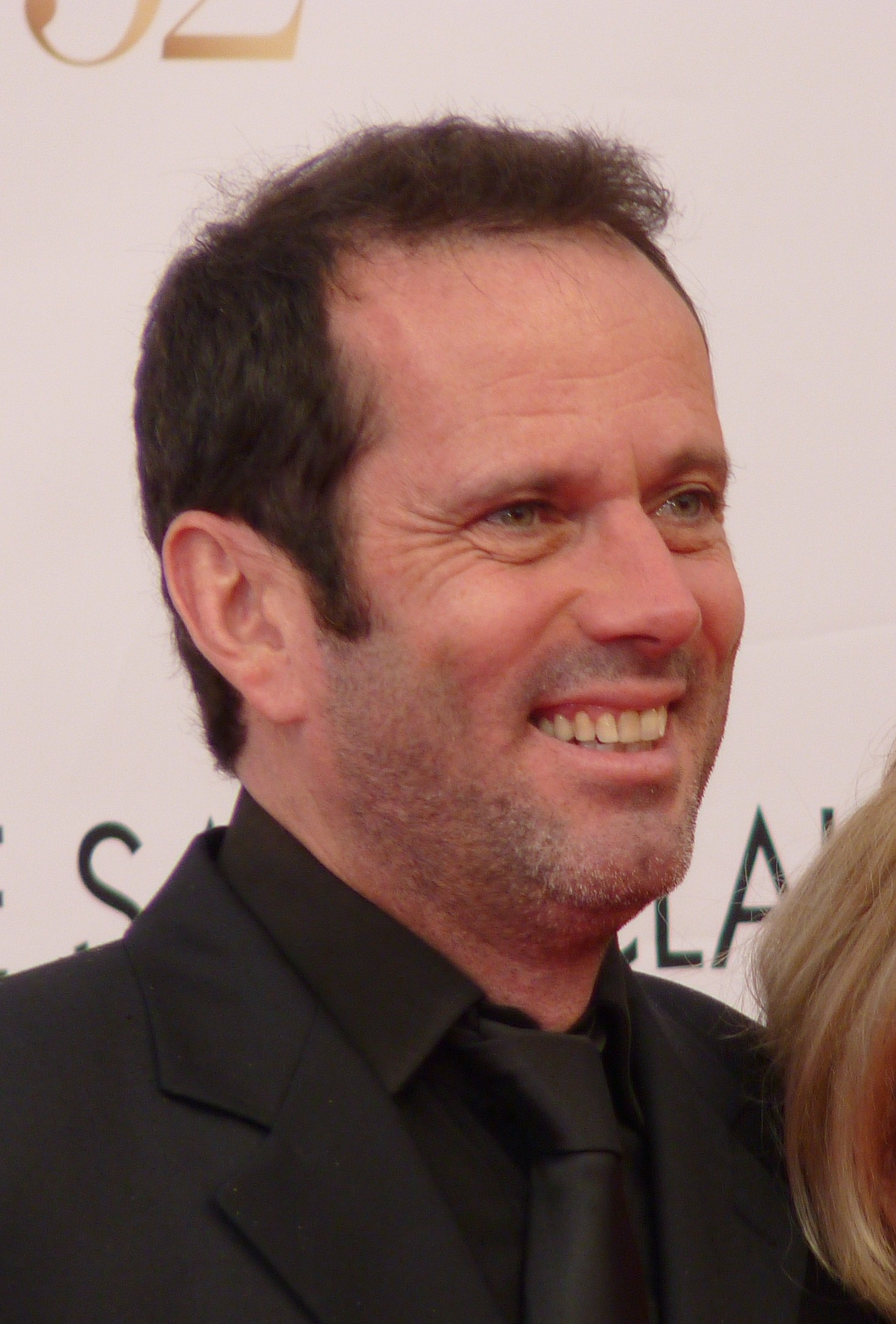
Christian Vadim.

- Scénario : Nicolas Tackian et Franck Thilliez
- Musique originale : Bruno Bastero
- Première diffusion :
  -  France : 9 septembre 2015 sur France 2
- L'arc narratif : cet épisode a été tourné avant l'épisode précédent. Le personnage de Caroline Wacquier (Louise Szpindel) est blessé et cantonné dans un rôle sédentaire. C'est « la petite » Vicky (Clémentine Justine) qui fait équipe avec Renart (Mikaël Fitoussi) sur le terrain, pour cet épisode uniquement.
- Résumé : des coups de feu résonnent dans les montagnes : la vallée de Lusagne s'apprête à accueillir la chasse aux loups. Alors que le village est en effervescence pour préparer l'événement, de mystérieux ossements humains sont découverts dans une grotte. William Delapierre, un jeune sans famille ni attache, a été froidement exécuté d'une balle dans le crâne, puis abandonné dans la montagne. Alex Hugo est persuadé que l'affaire dissimule un mystère plus complexe qu'un simple règlement de comptes. La découverte d'un adolescent sauvage, perdu dans la forêt, lui donnera raison. Commence alors une longue traque pour découvrir l'effroyable vérité.
- Distribution :

- Robin Barde : Raphaël
- Antoine Basler : Vassili
- Clémentine Justine : Vicky
- Christian Vadim : Armand Cohen
- Louis-Emmanuel Blanc : Paul
- Vincent Schmitt : Viard
- Yann Pradal : professeur Minski
- Xavier de Guillebon : Lambret
- Bertille Chabert : Maud
- François Cottrelle : Guy, chasseur
- Simon Guibert : berger
- Gilles Spadari : chasseur, aussi dans ép 1 saison 2, ép 2 saison 5 et ép 1 saison 6
- Frédéric Achard : chasseur, aussi dans ép 1 saison 2 et ép 1 saison 5
- Raphaël Boyes : chasseur
- Franck Adrien : technicien police scientifique et technique, aussi dans ép 1 saison 2 et ép 1 saison 5 comme légiste
- Thierry Nenez : directeur foyer Arche
- Géraldine Loup : gendarme
- Raphaël Vernerey : gendarme
- Frédéric Ain-Establet : médecin pompier
- Jean-François Mallet : médecin légiste
- Jacques Maury : inspecteur auto-école
- Nicolas Sartous : médecin hôpital, aussi dans ép 4 saison 6
- Cécile Capacci : infirmière
- Laurence Louadi : mère de Raphaël
- David Faure : saisonnier, aussi dans ép 1 saison 5
- Patrick Seminor : policier hôpital

- Tournage : le tournage est effectué dans le département des Hautes-Alpes (Orcières Merlette, Saint-Jean-Saint-Nicolas, village de Pont du Fossé, Centre de vacances Le Brudou), et dans le département des Bouches-du-Rhône (Marseille, port de Marseille-Fos)[23].

### Deuxième saison (2016)

#### Épisode 1:Soleil noir
- Numéro de production : 3 (2-01)
- Réalisation : Pierre Isoard
- Scénario : Pierre Isoard et Julien Guérif
- Musique originale : Jérôme Lemonnier
- Première diffusion :
  -  Suisse : 27 février 2016 sur RTS Un
  -  France : 7 septembre 2016 sur France 2
- L'arc narratif : le personnage de Caroline Wacquier (Louise Szpindel) a disparu, laissant Renart (Mikaël Fitoussi) représenter seul l'équipe marseillaise.
- Résumé : Lusagne, en fin d'après-midi : les enfants de la colonie de vacances reviennent d'une longue journée d'excursion en montagne, mais Justine, 10 ans a disparu. Sa monitrice, Marianne Helme, partie à sa recherche, n'est pas rentrée non plus, et la nuit va tomber. Alex et Angelo mobilisent immédiatement des volontaires et découvrent avec effroi le corps de Marianne mais aucune trace de Justine. Très vite, les soupçons se portent sur Jérémy Raveau, un déficient mental léger qui subsiste grâce à de petits boulots. Raveau est conduit sous bonne escorte au commissariat de la police rurale devant lequel campent déjà des habitants réclamant justice. C'est le lieutenant Renart de la brigade criminelle de Marseille qui est chargé de l'enquête. Mais le handicap mental de Raveau rend l'interrogatoire particulièrement difficile. D'habitude si professionnel, Angelo est cette fois particulièrement éprouvé par l'affaire. Le père de la disparue est un ami proche et la petite Justine est sa filleule. Devant la situation d'urgence et face à un Angelo aveuglé par ses émotions, Alex va devoir agir seul au risque de briser le lien si fort qui les unit. Le compagnon de Marianne Helme est également trouvé mort échoué dans un torrent, ce qui complexifie la résolution de l'affaire.

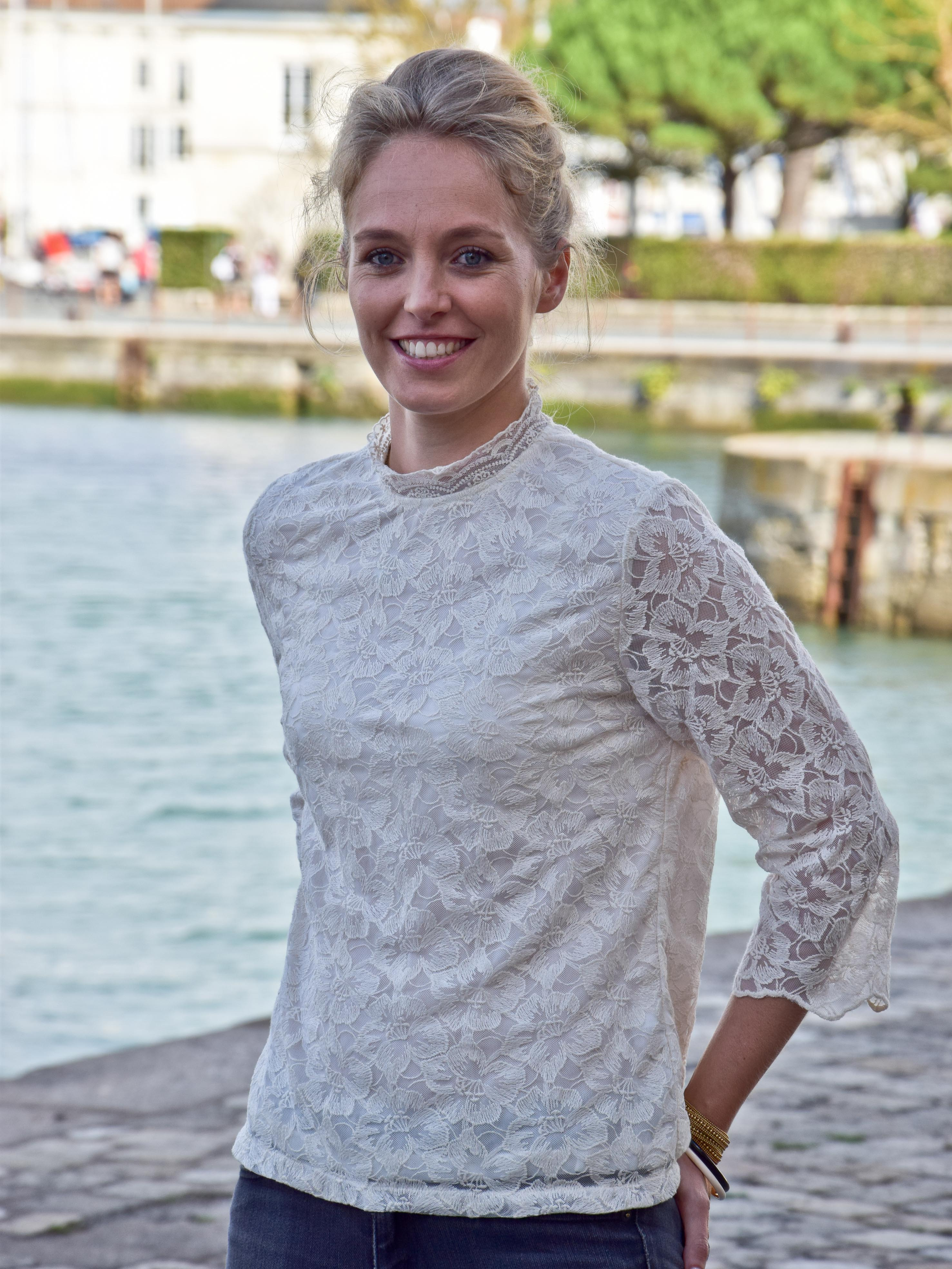
Gabrielle Atger.
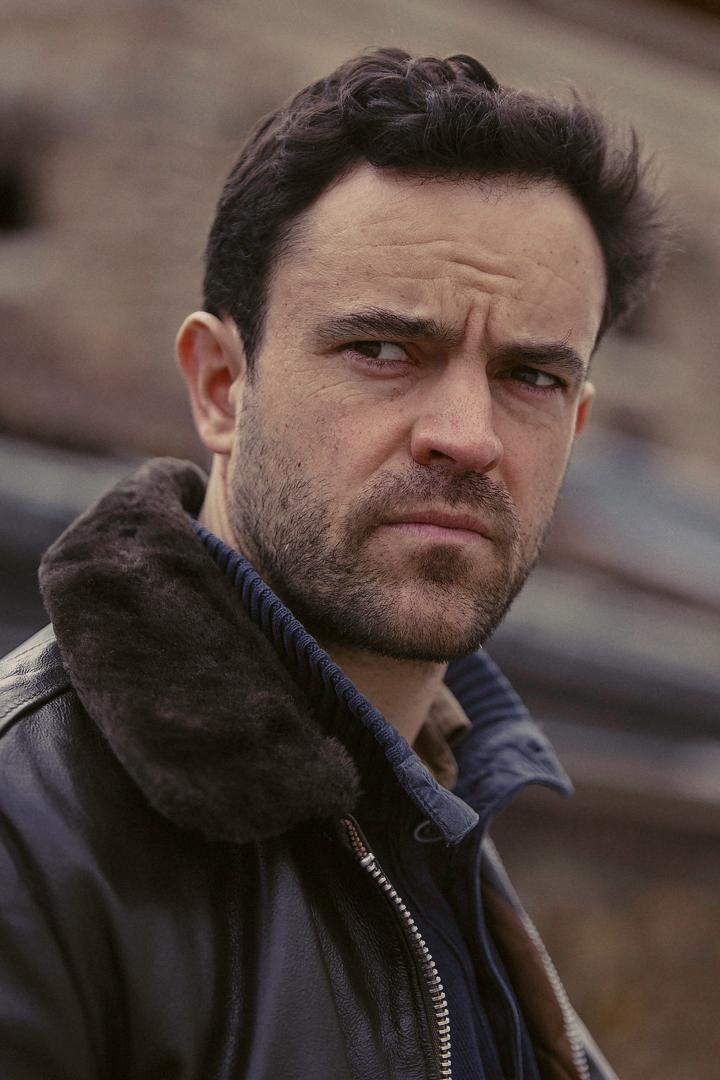
Frans Boyer.
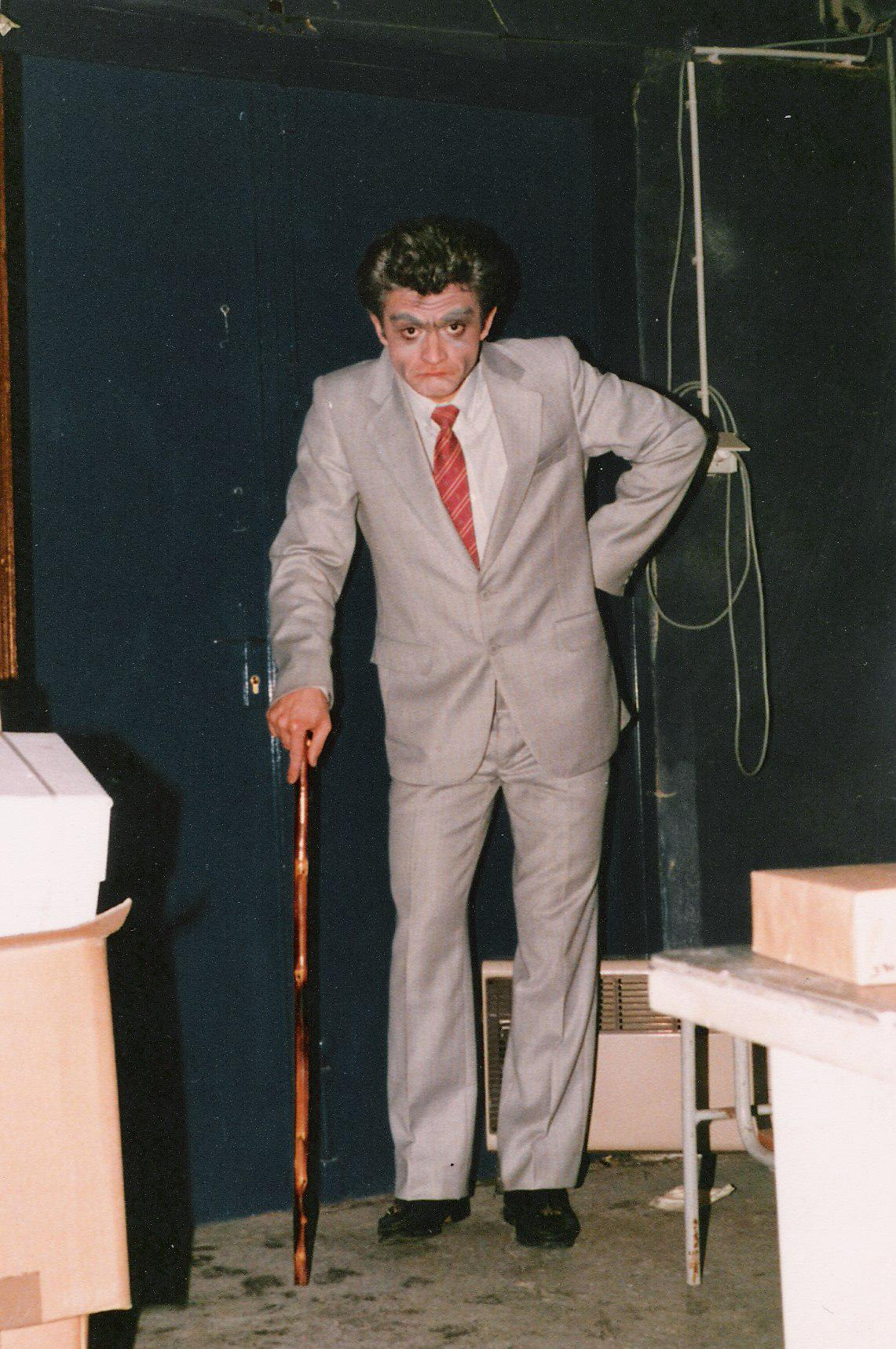
Franck Adrien.
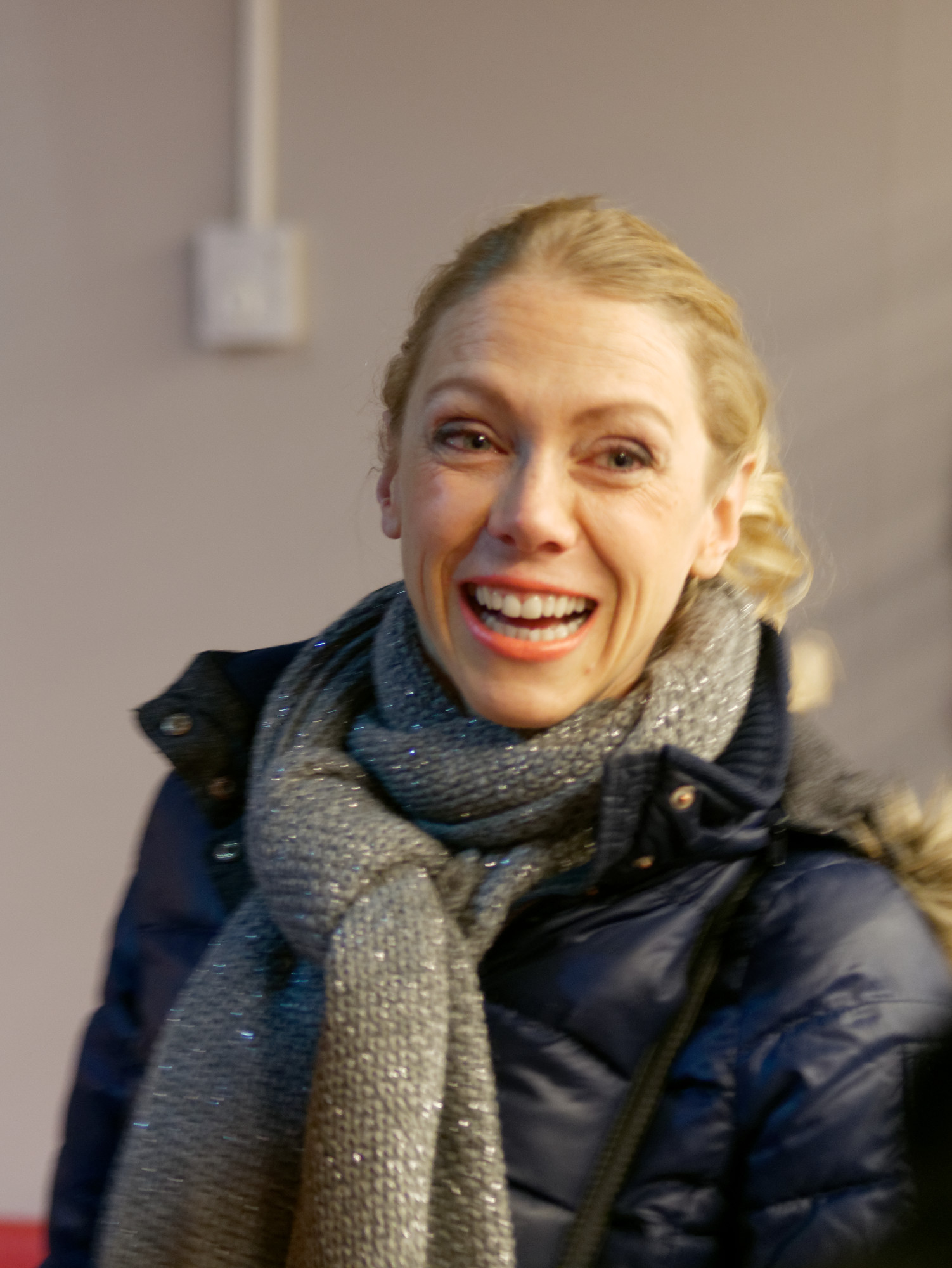
Alice Carel.
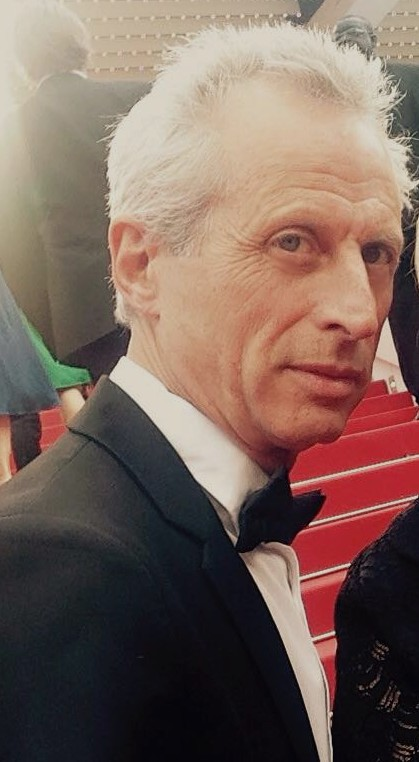
Philippe Granarolo.

- Distribution :

- Rodrigue Faucin : Jérémy Raveau (le géant)
- Sandra Choquet : Anne Robin
- Gabrielle Atger : Arielle Henry
- Vincent Jouan : Maxime Henry
- Blandine Marmigère : Marianne Helme
- Aurélien Tourte : Marc Fournier
- Ida Dufour : Justine
- Rima Loutfi : Sophie
- Frans Boyer : Serge Baudry
- Franck Adrien : légiste, aussi dans ép 2 saison 1 et ép 1 saison 5
- Gilles Matheron : chef PST (police scientifique et technique)
- Hugo Bariller : Casoni
- Alice Carel : Mathilde
- Gilles Spadari : montagnard 1, aussi ép 2 saison 1, ép 2 saison 5 et ép 1 saison 6
- Frédéric Achard : montagnard 2, aussi dans ép 2 saison 1 et ép 1 saison 5
- Philippe Granarolo : médecin hôpital, aussi dans ép 2 saison 5

- Commentaires : à la fin de l'épisode, on peut lire « ce film est dédié à Eléna »[24] (cette jeune fille de 10 ans s'est tuée sur les pistes de la station du Champsaur en avril 2016)[25].
- Tournage : le tournage est effectué dans le département des Hautes-Alpes (Orcières Merlette, Saint-Jean-Saint-Nicolas, Champoléon, Centre Hospitalier Intercommunal des Alpes du Sud (CHICAS)[23].

#### Épisode 2:La Dame blanche
- Numéro de production : 4 (2-02)
- Réalisation : Olivier Langlois

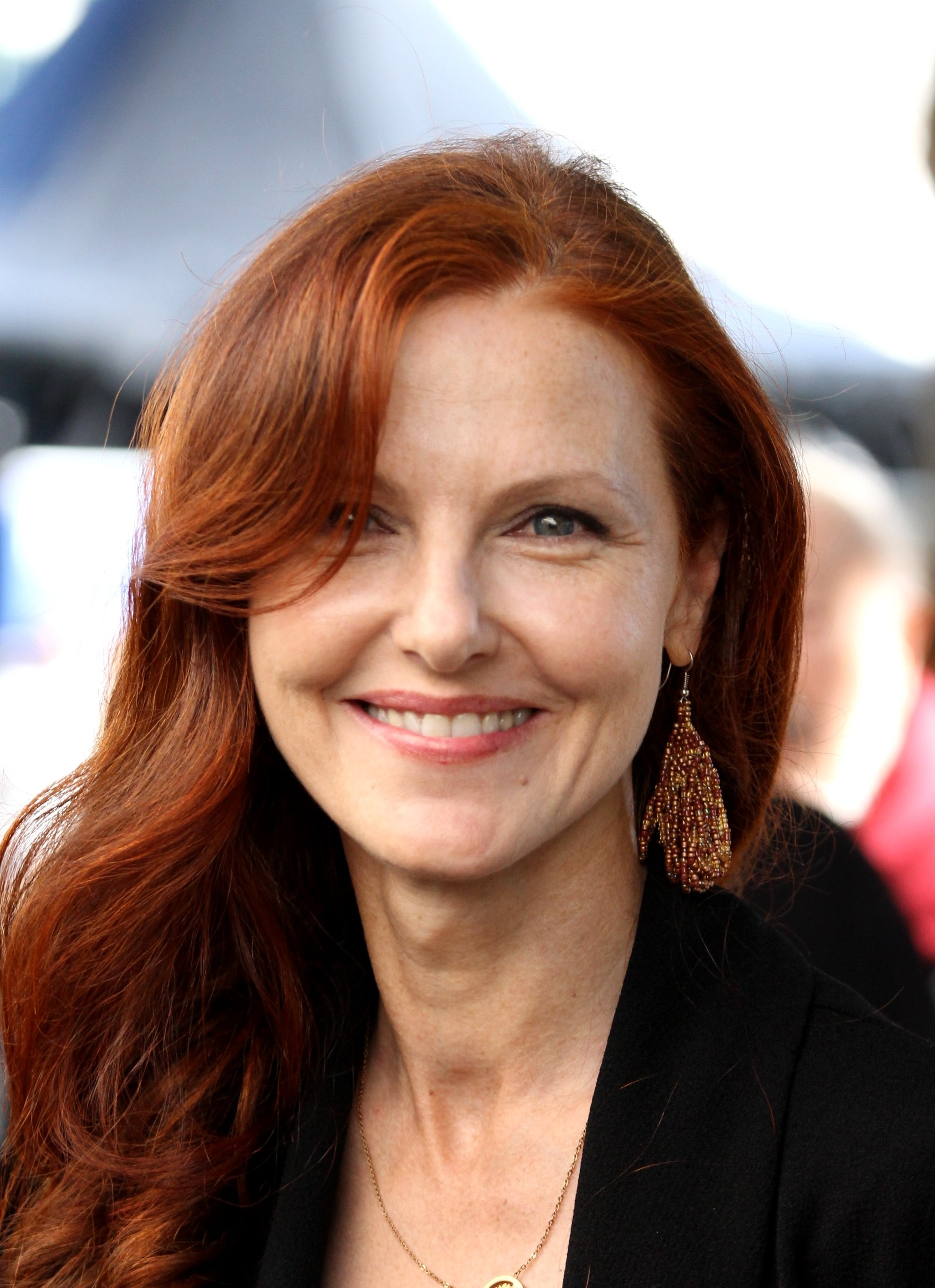
Sophie-Charlotte Husson.

- Scénario : Anne Rambach et Marine Rambach
- Chef decorateur : Denis Bourgier
- Musique originale : Alexandre Delilez
- Première diffusion : 
  -  Suisse : 5 mars 2016 sur RTS Un
  -  France : 14 septembre 2016 sur France 2
- L'arc narratif : cet épisode introduit le personnage récurrent de la commissaire Christine Dorval (Marilyne Canto), ancienne coéquipière d'Alex Hugo sur le terrain à Marseille. Elle doit concilier leur complicité avec son devoir de commissaire.
- Résumé : au petit matin, dans la montagne, une voiture roule normalement sur une route droite et sans difficulté aucune. Pourtant, brutalement, elle fait une embardée suivie de plusieurs tonneaux, avant de s’immobiliser. Le passager, Pierre Clément, propriétaire d’un restaurant d’altitude au-dessus de Lusagne, meurt sur le coup. Présent sur les lieux, un témoin a cru voir une forme blanche à l’intérieur du véhicule, puis la voir disparaître. Alex Hugo découvre qu’une autre apparition de la « Dame blanche » a eu lieu au même endroit, quelques années auparavant, juste avant un autre drame… Accident ou meurtre ? Cette seconde hypothèse est validée par les expertises de la police qui confirment la présence d’un passager à l’arrière de la voiture. Monique, la séduisante veuve qui hérite de tout et que la mort de son mari semble presque soulager, devient immédiatement suspecte. À la Clarée, hameau isolé de trois maisons où elle réside, règne une bien étrange atmosphère ; tout le monde s’y surveille et semble cacher de lourds secrets…
- Distribution :

- Sophie-Charlotte Husson : Monique Clément
- Jeanne Guittet : Emma Chevalier
- Pascal Casanova : Nicolas Lauzier
- Nicolas Dromard : Patrick Chavalier
- Cathy Ruiz : Nathalie Chevalier
- Gérard Dubouche : Pierre Clément
- Catherine Lecoq : madame Lauzier
- Thomas Arnaud : brigadier Lemoine
- Mathieu Stortoz : Simon Davin
- Aurélien Labruyère : Phlippe, l'ornithologue
- Benjamin Bourgois : docteur Tanner, aussi dans ép 3 saison 5
- Nicolas Grosgirard : Nathan
- Frédérique Tirmont : Lucie, l'institutrice

- Tournage : le tournage est effectué dans le département des Hautes-Alpes (Briançon, Névache, Cervières)[23].

### Troisième saison (2017)

#### Épisode 1:Les Amants du levant
- Numéro de production : 5 (3-01)
- Réalisation : Olivier Langlois

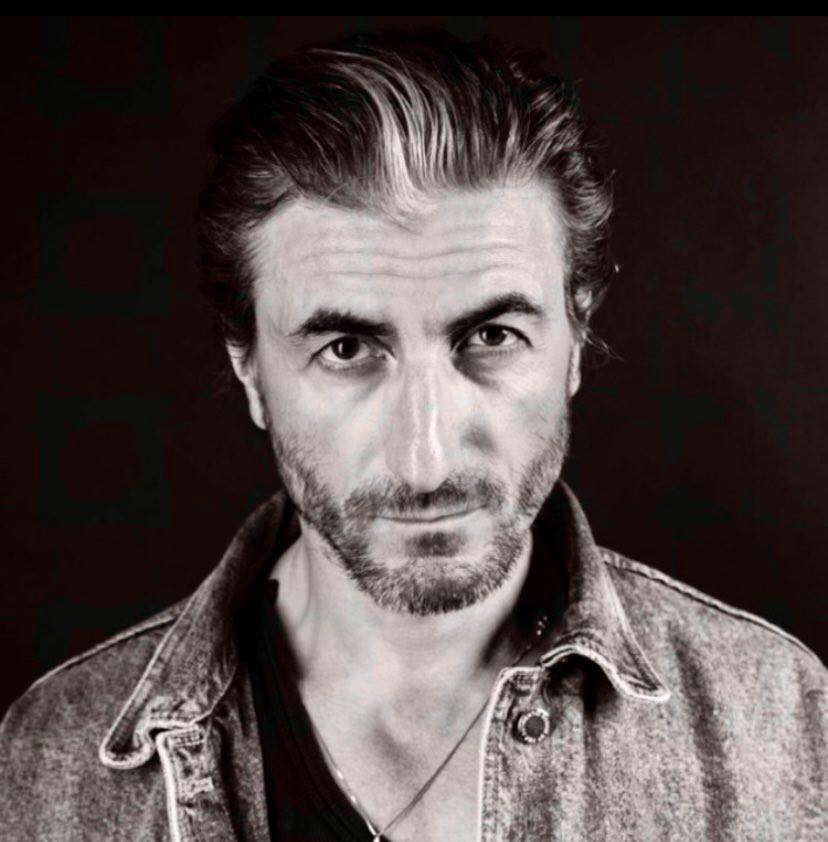
Jean-Philippe Ricci.

- Scénario : Nicolas Tackian et Franck Thilliez
- Musique originale : Jérôme Lemonnier
- Première diffusion :
  -  France : 6 septembre 2017 sur France 2
- Résumé : un couple est retrouvé mort dans un refuge de haute montagne, endormis ensemble dans le même lit. Mais la piste du suicide ne convainc personne dans la vallée car tout le monde les connait. Lui était guide de haute montagne.
- Distribution :

- Jean-Marie Winling : Jules Hugo, le père d'Alex
- Catherine Davenier : docteur Marion Gauthier
- Ivan Franěk : père serbe
- Jean-Philippe Ricci : Eddy la Mèche
- Antojo Otero : Leo Lefort
- Charles Salvy : Patrick Moutier
- Adrien Ponce : fils serbe
- Christophe Grégoire : Victor Poix
- Laurent Moreau : Marc Lapagne
- Anthony Ursin : Mika Lapagne
- Luca Bondioli : guide italien

- Tournage : le tournage est effectué dans le département des Hautes-Alpes (Briançon, Val-des-Prés, Villar-Saint-Pancrace, Le Monêtier-les-Bains, Cervières, Arvieux, Montgenèvre, Saint-Chaffrey, Névache, Parc naturel régional du Queyras)[23],[26].

#### Épisode 2:Sur la route
- Numéro de production : 6 (3-02)
- Réalisation : Philippe Bérenger

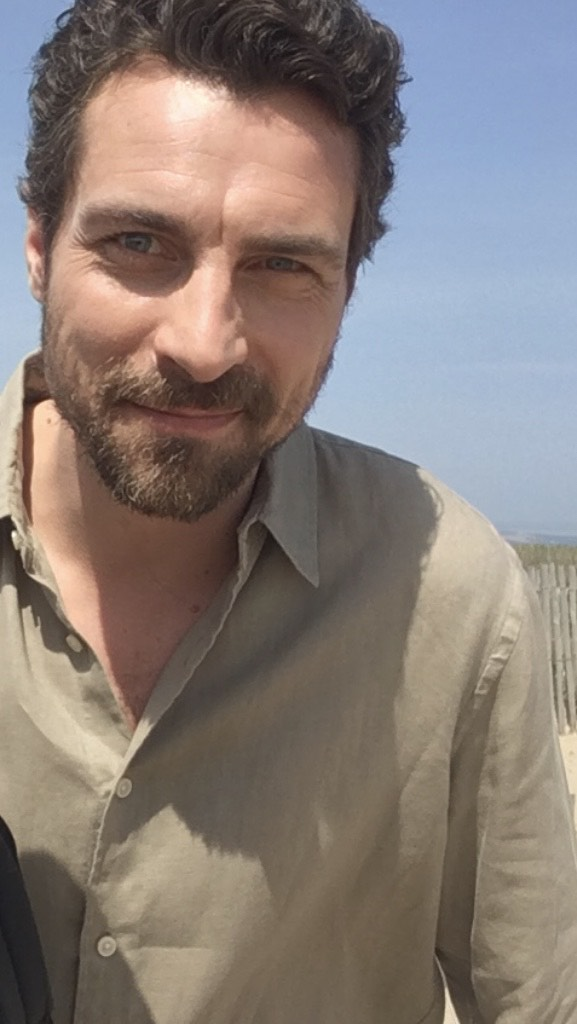
Cyril Garnier.

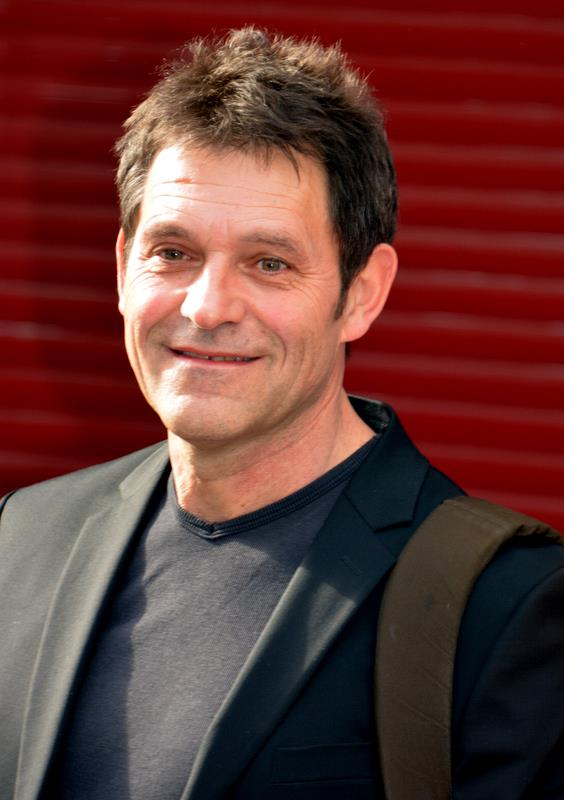
Patrick Catalifo.

- Scénario : Anne Rambach et Marine Rambach
- Musique originale : Laurent Marimbert
- Première diffusion :
  -  France : 13 septembre 2017 sur France 2
- Résumé : à la suite d'un meurtre, Alex enquête dans le milieu des motards (bikers en anglais). En effet, un groupe de bikers s'est installé en pleine nature non loin de Lusagne, sans trop sympathiser avec les habitants ni même tenter de les rencontrer. En même temps, des braquages sont commis en ville, dont l'un blesse très gravement une adolescente courageuse que tout le monde aime et connait dans la vallée.
- Distribution :

- Florence Fauquet : Lola
- Cyril Garnier : Thierry
- Hélène de Saint-Père : Amanda
- Patrick Catalifo : Cochise
- Sandra Valentin : Aline
- Jean-François Palaccio : Marco
- Éric Théobald : Père Casals
- Laurent Dallias : Nicolas
- Jade Pedri : Nathalie
- Geoffroy Lidvan : sergent d'armes
- Julien Faure : policier

- Tournage : le tournage est effectué dans le département des Hautes-Alpes (Briançon, Névache, Cervières,Val-des-Prés, Montgenèvre, Le Monêtier-les-Bains, Saint-Chaffrey, La Salle-les-Alpes, Arvieux, Parc national des Écrins, Parc naturel régional du Queyras)[23]

#### Épisode 3:L'Homme perdu
- Numéro de production : 7 (3-03)
- Réalisation : Pierre Isoard

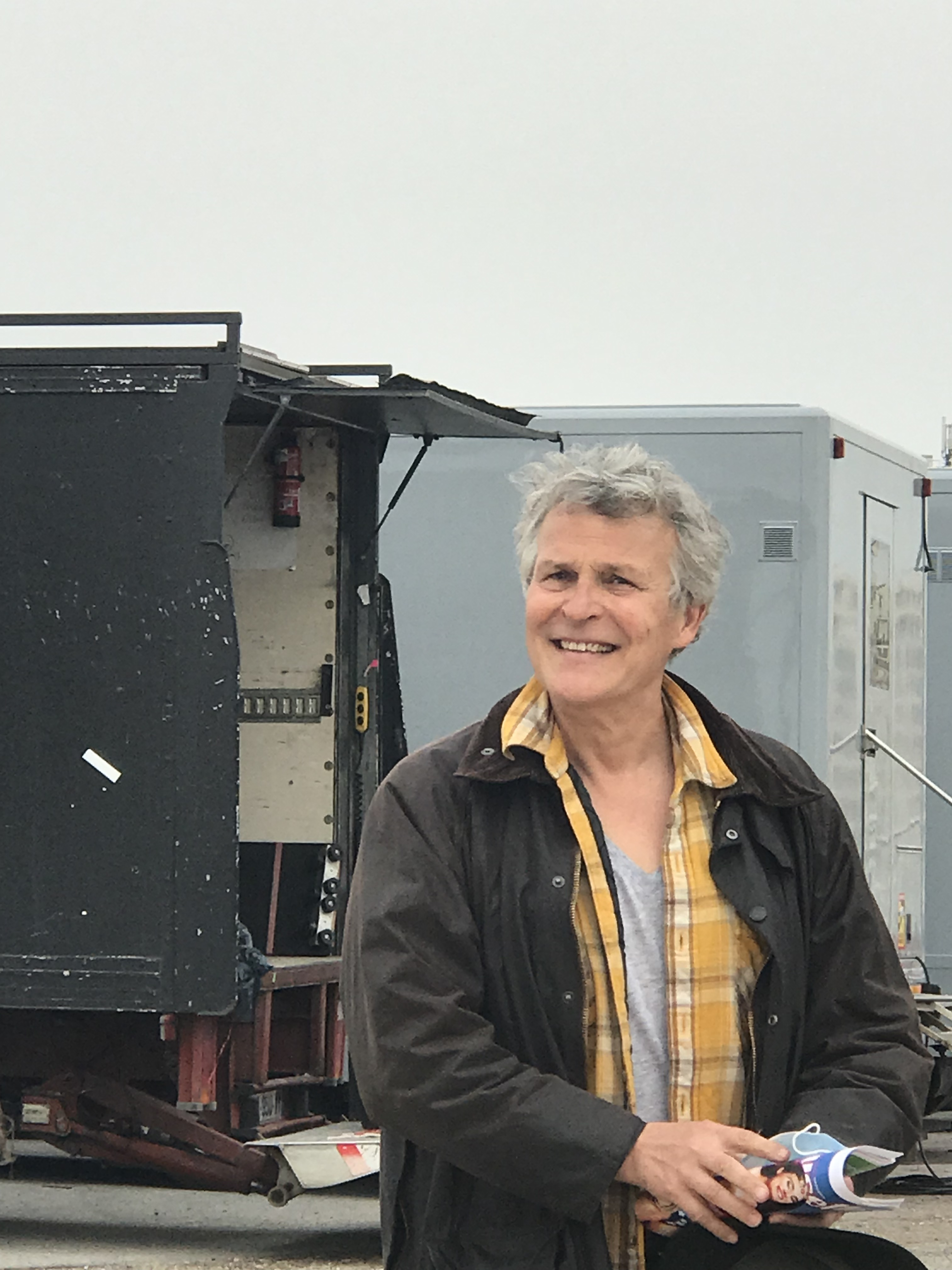
Frédéric van den Driessche.

- Scénario : Julien Guérif et Pierre Isoard
- Chef decorateur : Denis Bourgier
- Musique originale : Jérôme Lemonnier
- Première diffusion :
  -  Suisse : 17 mars 2017 sur RTS Un
  -  France : 20 septembre 2017 sur France 2
- L'arc narratif : cet épisode voit le départ du personnage d'Émilie Muller (Caroline Baehr), compagne d'Alex Hugo. Leur relation était souvent heureuse, mais s'est brisée en raison de leur incompatibilité psychologique.
- Résumé : parti en montagne sous un ciel sans nuage, Alex chute à la suite d'un éboulis provoqué par une explosion, déclenchée pour le mettre en danger alors qu'il est en pleine ascension d'un grand sommet. Une tempête se lève. Blessé par son piolet, il arrive à se faire comprendre de la Rurale malgré une liaison radio médiocre. Alex est sauvé par un mystérieux inconnu, solitaire, qui le soigne. Pendant ce temps, Alex considéré comme mort après des recherches infructueuses, en profite pour tenter de retrouver ceux qui ont failli le tuer, jusqu'à ce qu'il réapparaisse. Un jeune employé de la scierie du village, aspirant guide de haute montagne, a disparu au même moment que lui.
- Distribution :

- Nicky Marbot : l'homme sauvage
- Loïc Houdré : Jean Fargeot, aussi dans ép 4 saison 7
- Elsa Bouchain : Pauline Fraye
- Frédéric van den Driessche : Alain Tanner
- Grégory Gatignol : Simon Tanner
- Jérôme Peixoto : Ludo Fraye
- Pierre Lopez : Serge Bernes
- Ghislain Quesnel : technicien geek police
- Marc Pistolesi : technicien PTS (police technique et scientifique) aussi dans ép 1 saison 5,  ép 1 saison 7 et ép 1 saison 9
- Mourad Tahar Boussatha : employé scierie 1
- Julien Bodet : employé scierie 2
- Delpho Koprivshki : employé scierie 3
- Gilbert Traïna : le pharmacien

- Tournage : le tournage est effectué dans le département des Hautes-Alpes (Briançon, Cervières, Val-des-Prés, Villar-d'Arêne, La Grave, Pelvoux, Ailefroide, Parc national des Écrins, Parc naturel régional du Queyras)[23]

### Quatrième saison (2018)

#### Épisode 1:Marche ou crève
- Numéro de production : 8 (4-01)
- Réalisation : Olivier Langlois

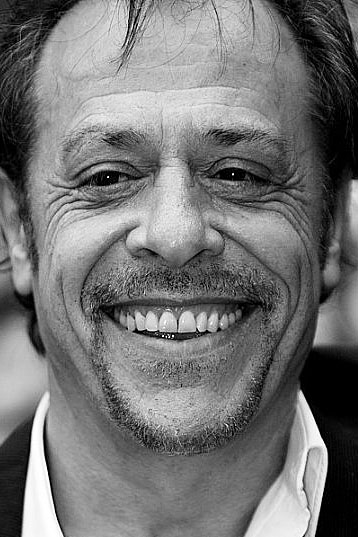
Antoine Coesens.

- Scénario : Nicolas Tackian et Franck Thilliez
- Musique originale : Jérôme Lemonnier
- Première diffusion :
  -  Suisse : 12 janvier 2018 sur RTS Un
  -  Belgique : 26 août 2018 sur La Une
  -  France : 29 août 2018 sur France 2
- Résumé : un homme est retrouvé mort dans une gorge. Pour résoudre l'enquête, Alex doit s'infiltrer au sein d'un stage de survie organisé par une entreprise. Le gagnant des épreuves proposées obtiendra un poste de directeur dans une usine en Afrique. Alex devient très proche de la séduisante organisatrice et découvrira jusqu'où les gens peuvent aller pour leur réussite personnelle[27].
- Distribution :

- Catherine Demaiffe : Lisa Montigny
- Laurence Oltuski : Thérèse Lugand
- Anaïs Fabre : Virginie Sanchez
- Rémy Pedevilla : Jérémie Vannier
- Justine Balayre : Caroline Beaucamp
- Nicolas Abraham : Boris Landolier
- Yves Collignon : Romain Stern
- Antoine Coesens : Maurice Poix
- Léa Luce Busato : Victoire Lebrun

- Tournage : le tournage est effectué dans le département des Hautes-Alpes (Briançon, Cervières, Val-des-Prés, Névache, La Salle-les-Alpes, L'Argentière-la-Bessée, Les Vigneaux, Barrage du Pont Baldy)[23]

#### Épisode 2:Pour le meilleur et pour le pire
- Numéro de production : 9 (4-02)
- Réalisation : Muriel Aubin
- Scénario : Gilles Cahoreau et Nathalie Hugon
- Chef decorateur : Denis Bourgier
- Musique originale : Piers Faccini
- Première diffusion :
  -  Belgique : 2 septembre 2018 sur La Une
  -  France : 5 septembre 2018 sur France 2
- Résumé : alors qu'Alex assiste au mariage de son amie Juliette, dans une petite chapelle perdue dans les alpages, avec un jeune médecin venu de Marseille, un coup de feu retentit et son mari tombe grièvement blessé. L'enquête va révéler tous le rebondissements de la vie du jeune marié.
- Distribution :

- Clémentine Baert : Juliette
- Harrison Arevalo : Martin/Pablo
- Mathieu Lardot : Peretti
- Ilies Moujane : Marco
- Didier Ferrari : Castello
- François Godart : le procureur
- Pascal Loison : Raoult
- Isabelle Mazin : Cathy Belange
- Anne Le Forestier : la chirurgienne
- Eric Fardeau : le curé
- Eric Marcel : l'officier d'état civil
- Eüro Bagni : le patron
- Hélène Megy : Nono
- Sophia Johnson : l'urgentiste, aussi dans ép 3 saison 7
- Claire Philippe : la réceptionniste de l'hôpital
- Dominique Remy : le détenu
- Youcef Agal : Jo
- James Ka : Reda
- Valérie Billard : l'infirmière

- Tournage : le tournage est effectué dans le département des Hautes-Alpes (Briançon, Cervières, Névache, Montgenèvre), et dans le département des Bouches-du-Rhône (Marseille, TGI et Hôpitaux de Marseille[23].

#### Épisode 3:Celle qui pardonne
- Numéro de production : 10 (4-03)
- Réalisation : Sylvie Ayme

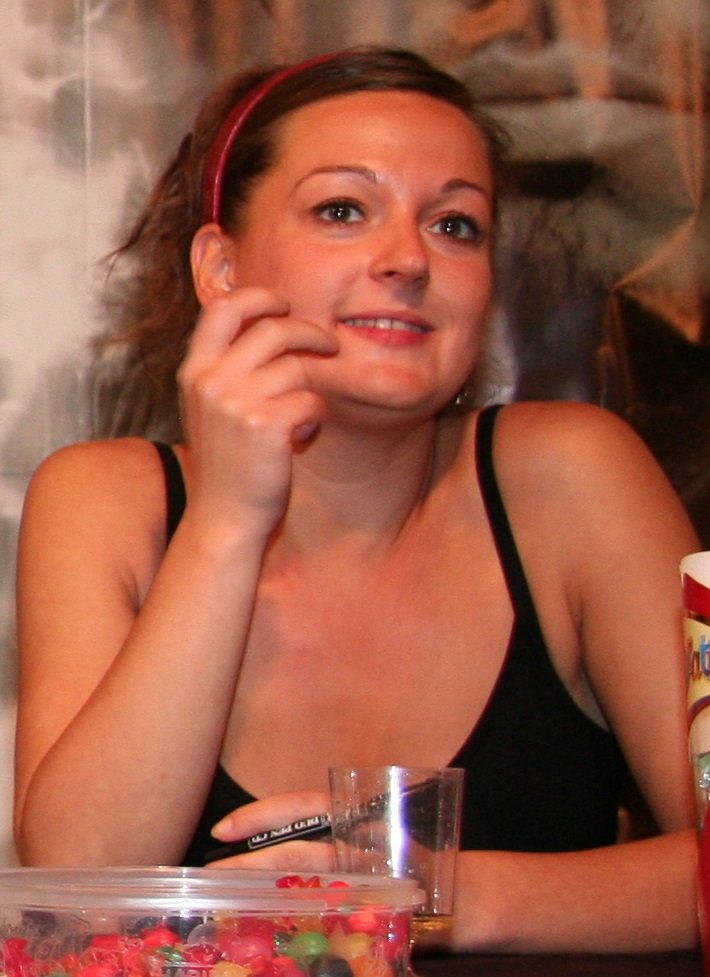
Anne Girouard.

- Scénario : Ivan Piettre et Éric Eider
- Musique originale : Jérôme Lemonnier
- Première diffusion :
  -  Suisse : 20 avril 2018 sur RTS Un
  -  Belgique : 9 septembre 2018 sur La Une
  -  France : 12 septembre 2018 sur France 2
- Résumé : Audrey, une jeune fille de 16 ans, est enlevée alors qu'elle escaladait une paroi. Alex se met en tête de la retrouver car le père d'Audrey est mort en lui sauvant la vie il y a quelques années. L'enquête va le mener vers un jeune d'une cité voisine qui s'avère être le petit-ami de la jeune fille. Mais Alex va finalement s'allier au jeune homme pour essayer de cerner un peu mieux la personnalité de la jeune fille, et découvre ainsi qu'Audrey semble s’être convertie à l’Islam et radicalisée[28].
- Distribution :

- Nina Mazodier : Audrey Verny
- Yasin Houicha : Fadel Kadir
- Anne Girouard : Catherine Verny
- Leyla Jawad : Malika Farrouz
- Charlotte Bartocci : Carine Leroux
- Cédric Weber : François Tellier
- Jean-Philippe Lutin : manager cybercafé
- Frédéric Largier : Thierry Verny
- Alexandre Alves : serveur

- Tournage : le tournage est effectué dans le département des Hautes-Alpes (Briançon, Cervières, Val-des-Prés, Névache, La Salle-les-Alpes, Crots, abbaye de Boscodon, Arvieux, Villar-Saint-Pancrace, Saint-Martin-de-Queyrières, Le Monêtier-les-Bains, Barrage du Pont Baloy[23].

### Cinquième saison (2019)

#### Épisode 1:La Balade sauvage
- Numéro de production : 11 (5-01)
- Réalisation : Pierre Isoard
- Scénario : Julien Guérif et Pierre Isoard
- Chef decorateur : Denis Bourgier
- Musique originale : Jérôme Lemonnier
- Première diffusion :
  -  Suisse : 12 janvier 2019 sur RTS Un
  -  Belgique : 24 août 2019 sur La Une
  -  France : 28 août 2019 sur France 2
- Résumé : Alex part à la recherche de deux enfants en fugue après un drame familial et qui ont emporté avec eux le pistolet de leur père[29]. Le cadavre emballé d'une jeune femme est retrouvé dans un lac.
- Distribution :

- Amandine Pigassou : Diane Olsen
- Loup Pinard : Alex, enfant
- Léo Lorléac'h : Jean Hugo, le frère d'Alex
- Gavin Burtis : Romain Lenoir
- Johan Cardot da Costa : Antoine Lenoir
- Victor Pontecorvo : Raphaël Lenoir
- Sabrina Seyvecou : Manon Lenoir
- Slimane Yefsah : Amar Sira, l'instituteur
- Théo Costa-Marini : Franck, le pompier
- Pablo Coblo : Jonas Malto
- Amandine Thomazeau : Sylvie Sira, épouse de l'instituteur
- Pierre Azéma : Luc Meunier
- Maxime de Tolédo : Cooper
- Lola Felouzis : Emma Meunier, fille de Luc
- Franck Adrien : le légiste, aussi dans saison 1 ép 2 et saison 2 ép 1
- Marc Pistolesi : technicien PTS (police technique et scientifique) aussi dans saison 3 ép 3, saison 7 ép 1 et saison 9 ép 1
- Frédéric Achard : Alain, voisin de la famille Lenoir, aussi dans saison 1 ép 2 et saison 2 ép 1
- David Faure : Bruno, le barman, aussi dans saison 1 ép 2
- Eric Pessey : le policier
- Théo Costa-Marini : Franck, le pompier

- Tournage : le tournage est effectué dans le département des Hautes-Alpes (Briançon, Cervières, Névache, Villar-Saint-Pancrace, Saint-Chaffrey, La Salle-les-Alpes, Puy-Saint-Pierre, Freissinières, Champcella, Savines-le-Lac, Barrage de Serre-Ponçon[23].

#### Épisode 2:Mémoire morte
- Numéro de production : 12 (5-02)
- Réalisation : Thierry Petit
- Scénario : Nicolas Tackian et Franck Thilliez
- Musique originale : Jérôme Lemonnier
- Première diffusion :
  -  Suisse : 19 janvier 2019 sur RTS Un
  -  Belgique : 31 août 2019 sur La Une
  -  France : 4 septembre 2019 sur France 2
- L'arc narratif : on apprend qu'Émilie Muller (Caroline Baehr), l'ancienne compagne d'Alex Hugo, est décédée en Afrique, où elle travaillait pour une ONG. Caroline Baehr apparaît dans quelques extraits des archives (elle est créditée pour sa « participation amicale »).
- Résumé : après un accident de voiture, Alex se réveille amnésique[30] en ayant tout oublié des 6 derniers mois, ce qui est gênant car certains indices d'un crime récent laissent penser qu'il pourrait y être impliqué.

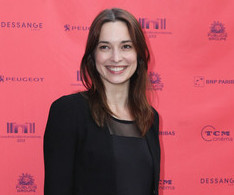
Carole Brana.
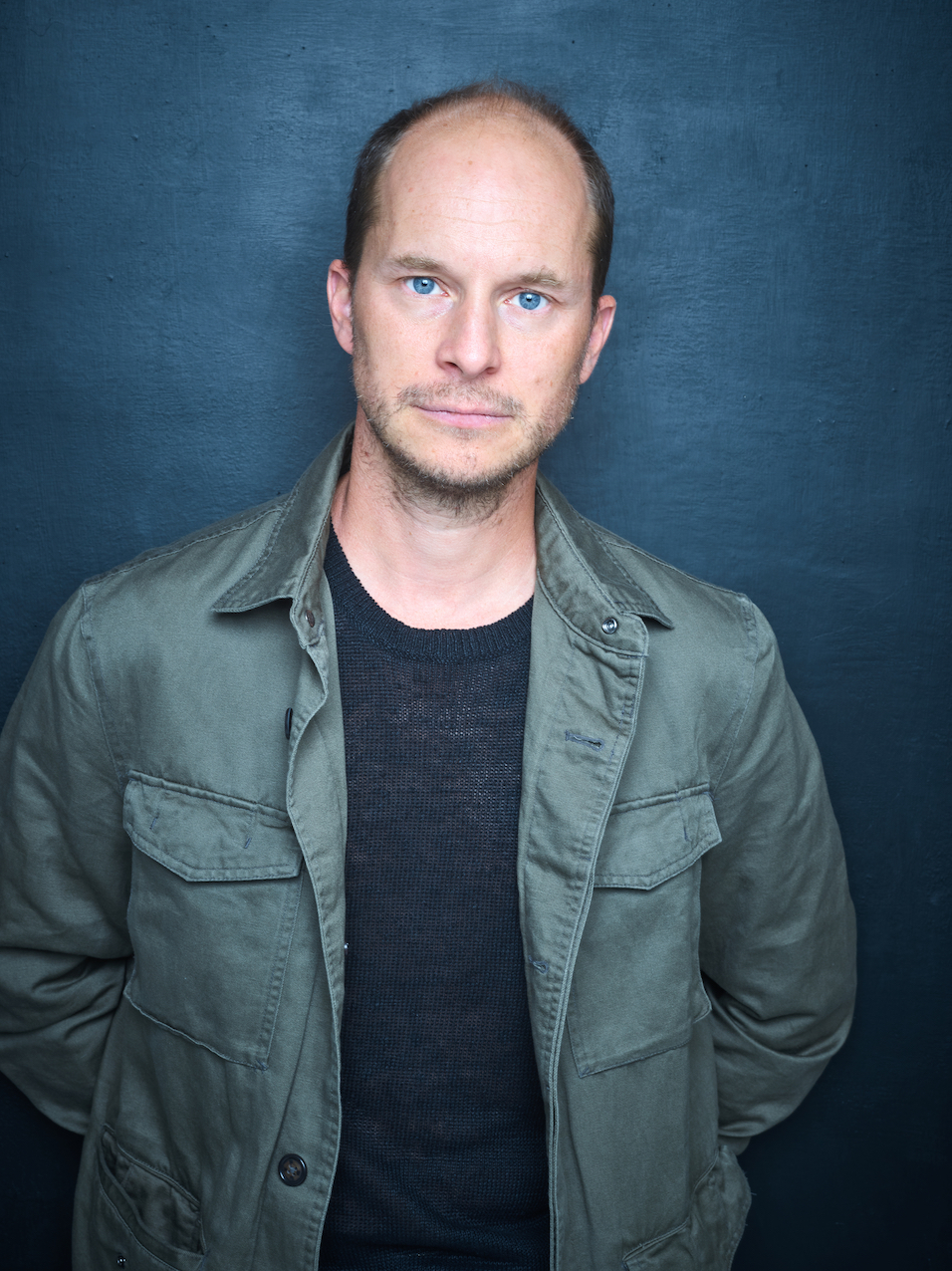
Guillaume Marquet.
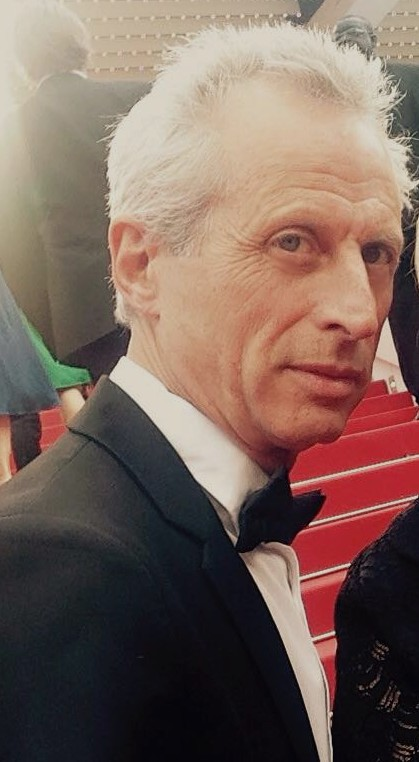
Philippe Granarolo.

- Distribution :

- Carole Brana : Irène
- Alex Boute : Jérémy Carbonnier
- Zoon Besse : Jacques
- Guillaume Marquet : Grégory Laskelec
- Benjamin Duc : réceptionniste
- Philippe Granarolo : médecin hôpital, aussi dans saison 2 ép 1
- Nicolas Gerout : moniteur parapente
- Michel Benizri : Maître Lambert
- Laurent Eychenne : chasseur
- Thomas Walch : collèque Renart
- Jo Prestia : Umberto
- Gilles Spadari : chasseur 2, aussi dans saison 1 ép 2, saison 2 ép 1 et saison 6 ép 1
- Caroline Baehr : Émilie

- Tournage : le tournage est effectué dans le département des Hautes-Alpes (Briançon, Cervières, Névache, Montgenèvre, Val-des-Prés[23].

#### Épisode 3:L'Étrangère
- Réalisation : Pierre Isoard
- Numéro de production : 13 (5-03)
- Réalisation : Olivier Langlois
- Scénario : Lorène Delannoy
- Chef decorateur : Denis Bourgier
- Musique originale : Jérôme Lemonnier
- Première diffusion :
  -  Belgique : 7 septembre 2019 sur La Une
  -  France : 11 septembre 2019 sur France 2
- Résumé : Angelo et Tony trouvent devant le poste de police un bébé abandonné, bébé dont la mère semble être une migrante qui a disparu. Alex enquête sur cette disparition malgré l'hostilité vis-à-vis des migrants de certains habitants du village et l'antagonisme de ces derniers avec les bénévoles qui ratissent les montagnes pour assister les migrants qui ont franchi la frontière.
- Distribution :

- Prudence Maidou : Sowa
- Victor Meutelet : Kevin Tesson
- Pierre Bénézit : Tesson père
- Coline Beal : Anna
- Franck Libert : Marco le chasseur
- Stéphanie Paréja : Léa
- Florence Hautier : Alice
- Olivier Joly : Sylvain
- Olivier Corcole : médecin Lusagne
- Florian Bonnard : Roudi
- Thomas Jeand'heur : l'identitaire
- Benjamin Bourgois : le chirurgien, aussi ép 2 saison 2
- Maxime Gallice : le speaker radio

- Tournage : le tournage est effectué dans le département des Hautes-Alpes (Briançon, Cervières, Saint-Martin-de-Queyrières, L'Argentière-la-Bessée, Névache, Le Monêtier-les-Bains, Saint-Chaffrey, Les Vigneaux, Montgenèvre, Puy-Saint-Pierre[23].

### Sixième saison (2020)

#### Épisode 1:Jour de colère
- Numéro de production : 14 (6-01)
- Réalisation : Pierre Isoard

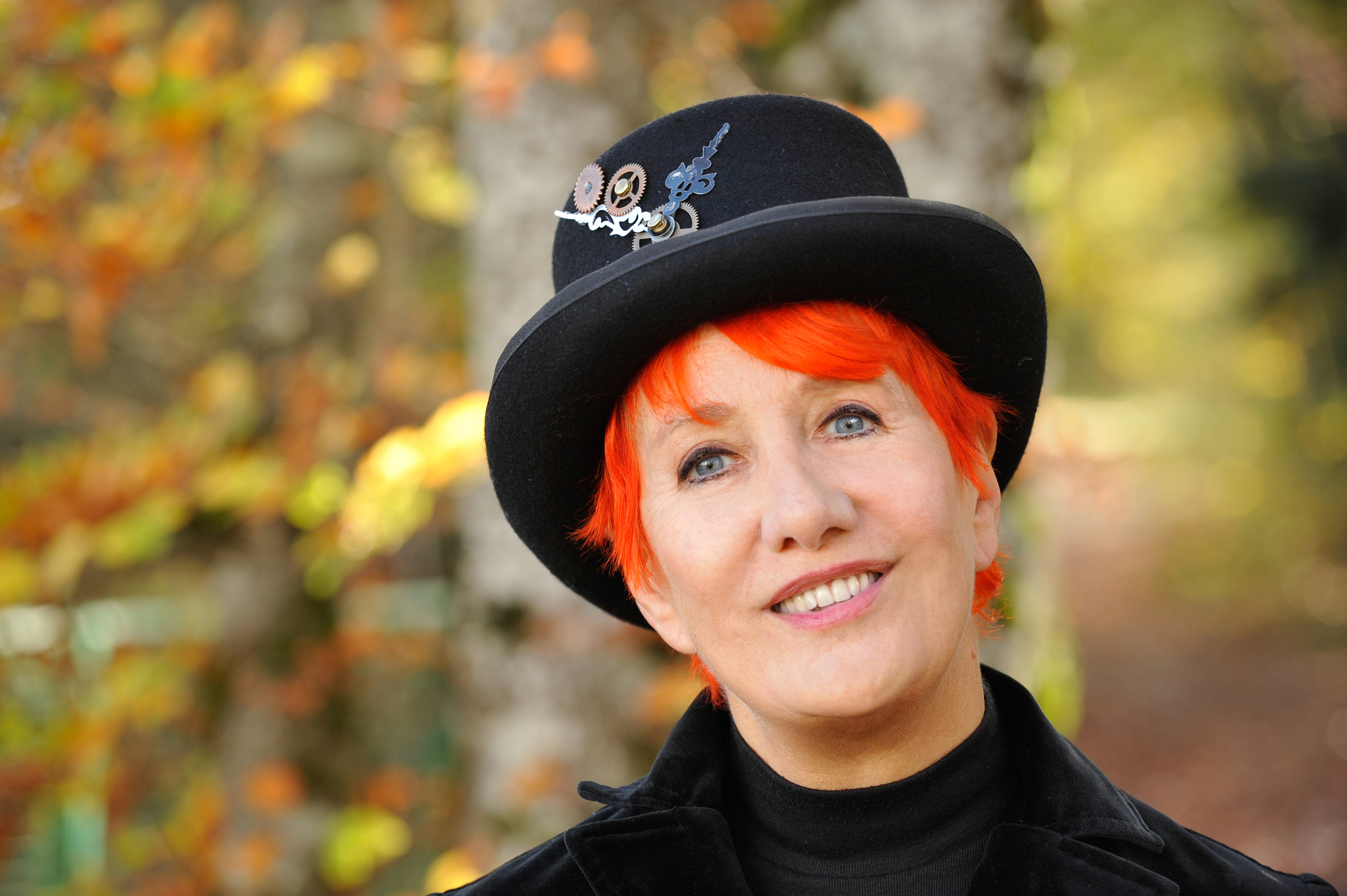
Laurence Sémonin.

- Scénario : Julien Guérif et Pierre Isoard
- Chef decorateur : Denis Bourgier
- Musique originale : Jérôme Lemonnier
- Première diffusion :
  -  Suisse : 17 janvier 2020 sur RTS 1
  -  Belgique : 3 mars 2020 sur La Une
  -  France : 9 mars 2020 sur France 2
- Résumé : à la suite de la mort par overdose d'un adolescent du village et de la disparition suspecte de leur collègue brigadier Tony Leblanc, Alex et Angelo enquêtent sur un trafic de drogue mis en place dans les montagnes[31].
- Distribution :

- Lola Sémonin : Louise Murat
- Mario Bastelica : l'homme menaçant
- Victor Boulenger : le complice
- Christophe Favre : Germain, le transporteur
- Camille de Sablet : Siméoni
- Olivier Ho Hio Hen : Le Guen
- Miglen Mirtchev : père de Kevin
- Laurence Pierre : Docteur Cornet
- Gilles Spadari : Marc, aussi dans ép 2 saison 1, ép 1 saison 2 et ép 2 saison 5
- Carlotta Moraru : la joggeuse
- Victor Excoffier : Simon
- Jeanne-Marie Lavallée : mère de Simon

- Tournage : le tournage est effectué dans le département des Hautes-Alpes, à Briançon, Cervières, Val-des-Prés, Les Vigneaux, L'Argentière-la-Bessée, Névache, Le Monêtier-les-Bains, Vallouise-Pelvoux, Saint-Sauveur et Saint-André-d'Embrun[32].

#### Épisode 2:Les Racines du mal
- Numéro de production : 15 (6-02)
- Réalisation : Olivier Langlois

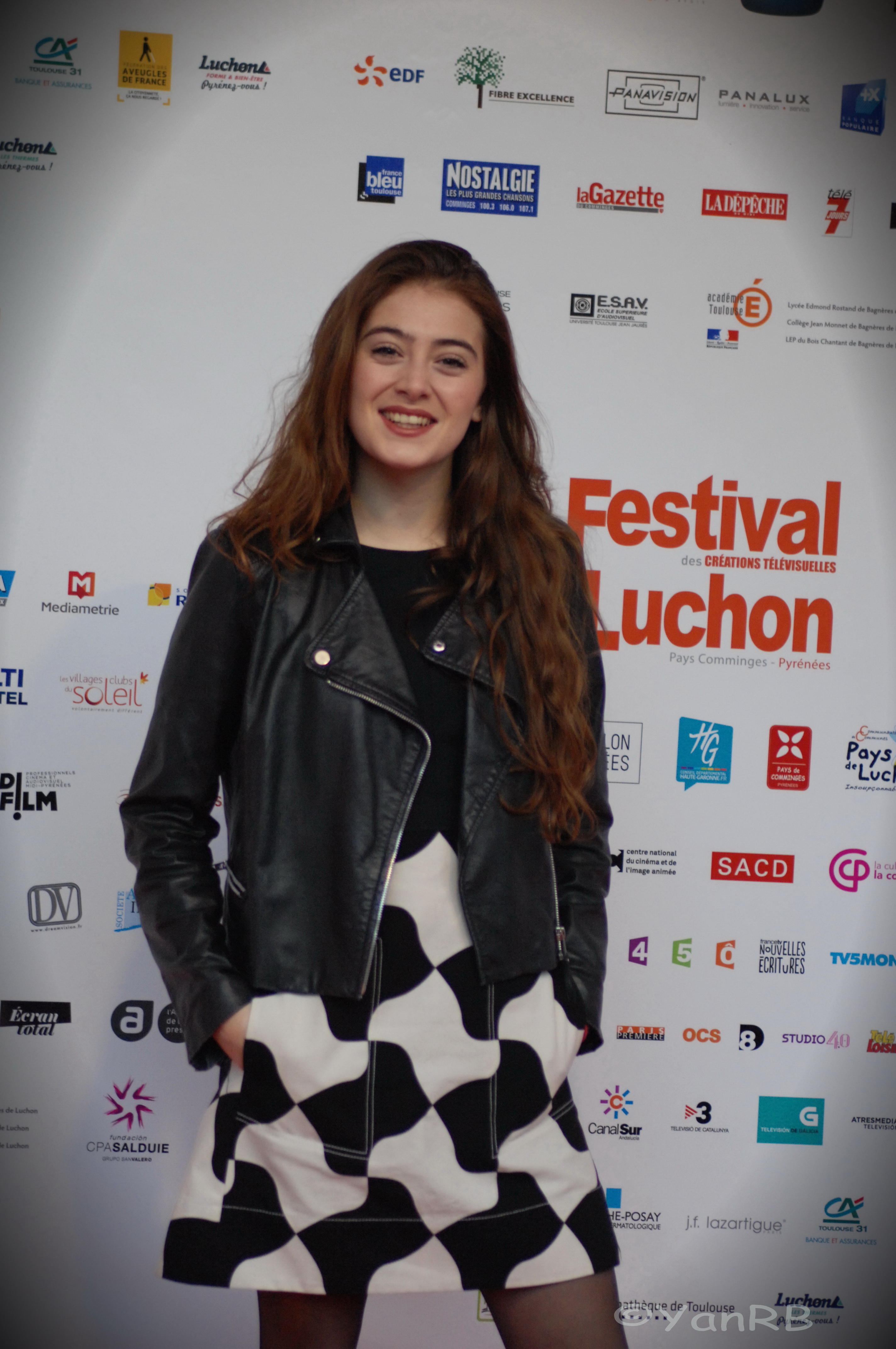
Camille Aguilar.

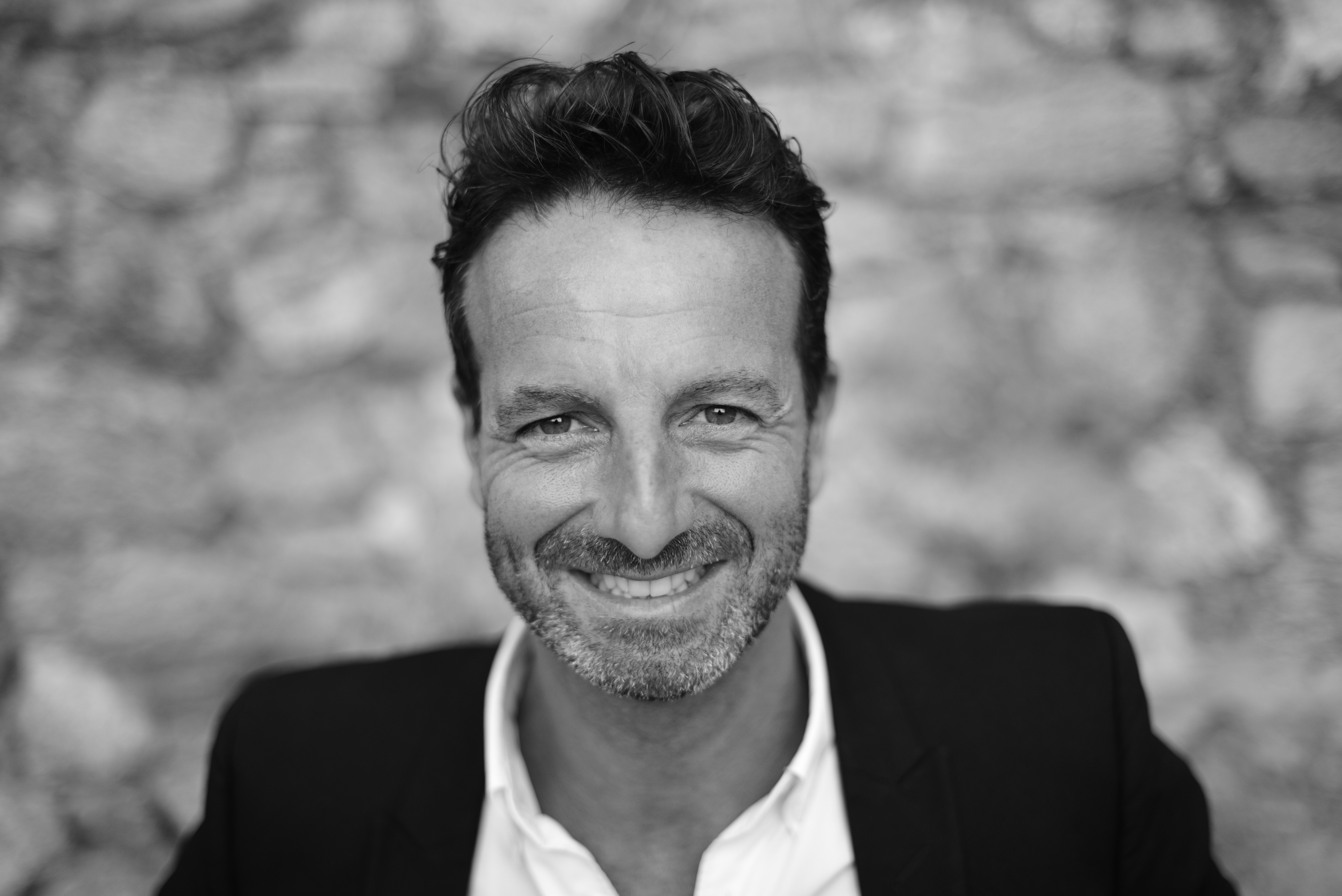
Laurent Mouton.

- Scénario : Franck Thilliez et Nicolas Tackian
- Musique originale : Jérôme Lemonnier
- Première diffusion :
  -  Suisse : 10 mars 2020 sur RTS 1
  -  Belgique :  29 août 2020 sur La Une
  -  France : 2 septembre 2020 sur France 2
- Résumé : un groupe de campeurs découvre le corps d'une jeune femme.
- Distribution :

- Marie Matheron : Nathalie Lavoisier
- Yann Trégouët : Denis Pasquier
- Ambre Hasaj : Louisa Hortefeuille
- Nicolas Jouhet : Louis Chardent
- Camille Aguilar : Chloé Chardent
- Valentin Riot-Sarcey : Sébastien
- Laurent Mouton : Jean Naval
- Jean-Luc Rehel : Raymond
- Michaël Sisowatch : le journaliste vidéo
- Maxime Gallice : l'animateur radio
- Anne Suarez :  Mylène

- Tournage : le tournage est effectué dans le département des Hautes-Alpes (Briançon, Cervières, Freissinières, Le Monêtier-les-Bains, Névache, Saint-Chaffrey, Val-des-Prés[23].

#### Épisode 3:Le Prix de la liberté
- Numéro de production : 16 (6-03)
- Réalisation : Muriel Aubin
- Scénario : Julien Guérif
- Çhef decorateur : Denis Bourgier
- Musique originale : David Salkin
- Première diffusion :
  -  Suisse : 17 mars 2020 sur RTS 1
  -  Belgique :  5 septembre 2020 sur La Une
  -  France : 9 septembre 2020 sur France 2
- Résumé : un dangereux criminel est en cavale après s'être échappé d'un fourgon entraînant de force avec lui deux autres détenus. Alors que la criminelle de Marseille cadenasse la région à la recherche de ces trois fugitifs, Angelo voit revenir avec inquiétude, Tiago, chef de clan gitan récemment installé au pied du village.
- Distribution :

- Laurent Sauvage : Franck Béria
- Alexandre Achdjian : Idriss
- Thierry Barbet : Antonio
- Moussa Maaskri : Tiago
- Nacima Bekhtaoui : Sheyenne
- Pablo Beugnet : Mickaël Vranken
- Valérie Dashwood : Sophie Vranken
- Éric Feldman : Carlo
- Thomas Trigeaud : Denis
- Catherine Swartenbroekx : la vendeuse
- Michel Bompoil : le directeur des prisons
- Séverine Vasselin : la touriste anglaise

- Tournage : le tournage est effectué dans le département des Hautes-Alpes (Briançon, Cervières, Val-des-Prés, Névache, Arvieux, Les Vigneaux, L'Argentière-la-Bessée, Mont-Dauphin, Puy-Saint-Vincent, Vallouise-Pelvoux, Villar-d'Arêne, Villar-Saint-Pancrace, Parc naturel régional du Queyras[23].

#### Épisode 4:Un rêve impossible
- Numéro de production : 17 (6-04)
- Réalisation : Thierry Petit

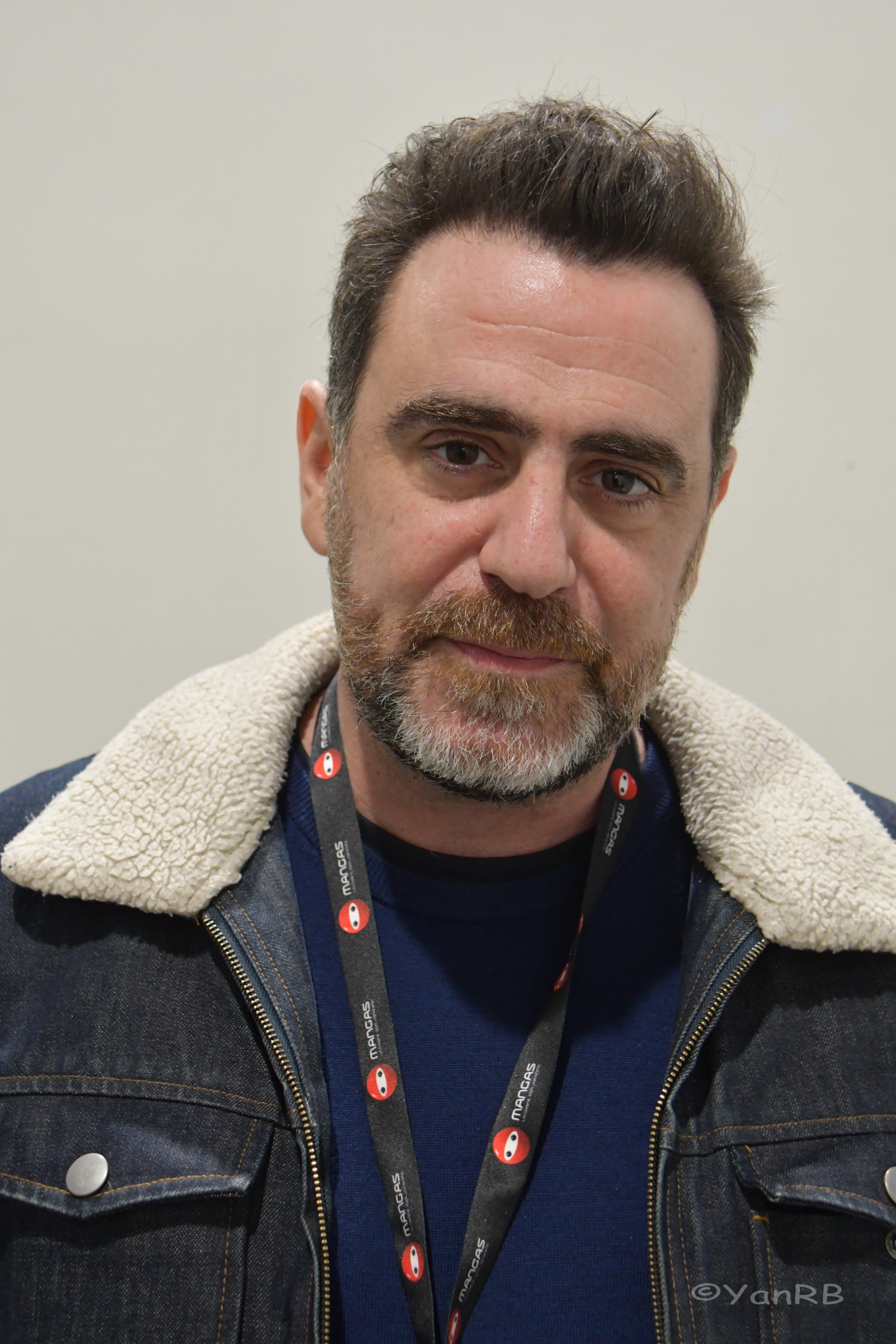
Jérémie Covillault.

- Scénario : Nicolas Tackian, Véronique Lecharpy, Franck Thilliez
- Musique originale : Jérôme Lemonnier
- Première diffusion :
  -  Suisse : 24 mars 2020 sur RTS 1
  -  Belgique : 12 septembre 2020 sur La Une
  -  France : 23 septembre 2020 sur France 2
- Résumé : Alex, victime d'un accident en montagne, est secouru par une femme qui lui demande d'enquêter sur la disparition inexpliquée de son fils, cinq ans auparavant, dans une communauté isolée.
- Distribution :

- Jérémie Covillault : Louis
- Léna Bréban : Caroline
- Félicien Juttner : Roman
- Luca Gelberg : Côme
- Myriam Bourguignon : Juliette
- Vincent Heneine : Antoine
- Thierry Gibault : Morel
- Mathieu Lestrade : Richard
- Céline Defay : Morgane
- Tatiana Gontcharova : Irina
- Nicolas Sartous : médecin hôpital, aussi dans ép 2 saison 1
- Bernard Llopis : patron café
- Olivier Cabassut : gendarme téléphone, aussi dans ép 4 saison 7
- Vincent Heneine : Antoine

- Tournage : le tournage est effectué dans le département des Hautes-Alpes (Briançon, Cervières, Saint-Martin-de-Queyrières, Éourres, Barret-sur-Méouge, Saint-Pierre-Avez, Prads-Haute-Bléone et département du Var (Plan-d'Aups-Sainte-Baume)[23],[33].

### Septième saison (2021)

#### Épisode 1:La Voie de l'esprit
- Numéro de production : 18 (7-01)
- Réalisation : Muriel Aubin

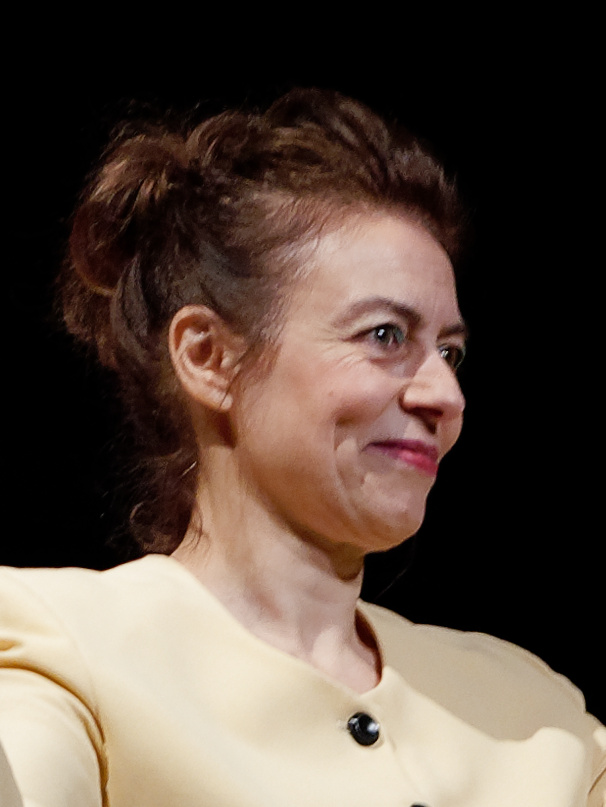
Florence Muller.

- Scénario : Julien Guérif et Pierre Isoard
- Chef decorateur : Denis Bourgier
- Musique originale : David Salkin, dont la chanson du générique Let the healing begin interprétée par lui-même et Sandra Nkaké (ne pas confondre avec la chanson homonyme de Joe Cocker)
- Première diffusion :
  -  Suisse : 15 septembre 2021 sur RTS 2
  -  Belgique : 28 août 2021 sur La Une
  -  France : 21 septembre 2021 sur France 3, la diffusion se fera dorénavant sur France 3[34]
- Résumé : en montagne, Alex Hugo sauve du suicide une jeune fille victime d'un viol. Tout laisse à penser qu'il y a eu d'autres agressions dans la région.
- Distribution :

- Alice Daubelcour : Ariane Brazac
- Élise Diamant : Marie Brazac
- Florence Muller : Hélèna
- Annick Blancheteau : Thérèse
- Pauline Serieys : Élise
- Bastien Bernini : Max Massiona
- Dimitri Mazzuchini : Steve
- Benjamin Farfallini : Georges
- Marc Pistolesi : le légiste, aussi dans ép 3 saison 3, ép 1 saison 5 et ép 1 saison 9
- Thibault Villette : Sylvain
- Hugo Maillet : Bruno Marin jeune
- Laura Dary : Marie Brazac jeune
- Didier Araoz-Paliza : Max Massiona jeune
- Lény Sellam : homme au village

- Tournage : le tournage est effectué, en août et septembre 2020, dans le département des Hautes-Alpes (Briançon, Val-des-Prés, Baratier, Embrun, Saint-Chaffrey, Champcella, Les Vigneaux, Puy-Saint-Vincent, L'Argentière-la-Bessée, Puy-Saint-André, Puy-Saint-Pierre, Villar-Saint-Pancrace, Névache, Le Monêtier-les-Bains)[23],[35],[36].

#### Épisode 2:La Fin des temps
- Numéro de production : 19 (7-02)
- Réalisation : Olivier Langlois

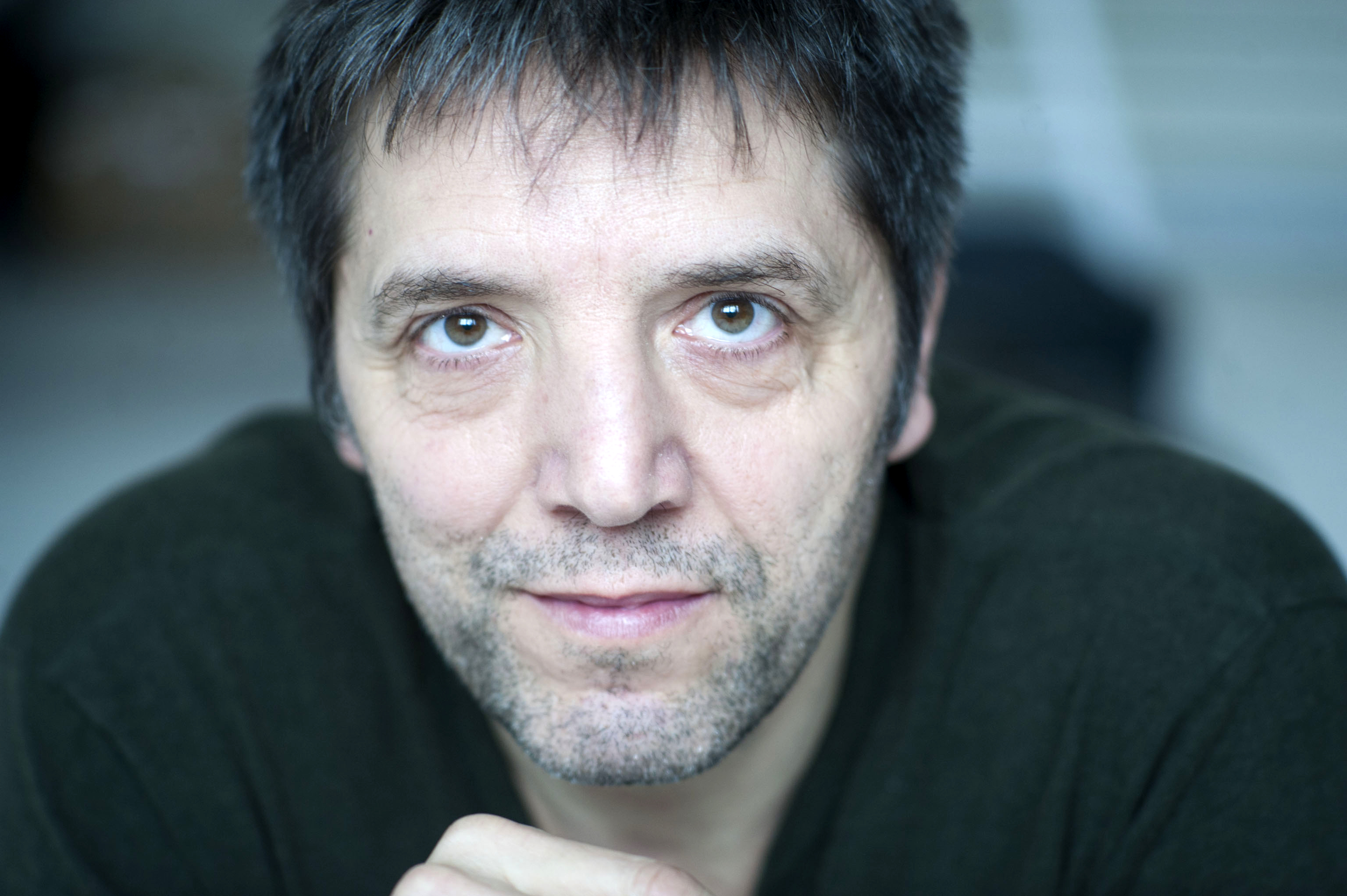
Hervé Laudière.

- Scénario :  Nicolas Tackian et Franck Thilliez
- Musique originale : Jérôme Lemonnier (assisté de Hadrien Bonardo) et Alexandre Delilez, musique additionnelle Universal Music France et Audio Network
- Résumé : Alex Hugo recueille une sauvageonne mutique le jour même où le corps d'un homme tué par balle est découvert dans la rivière. L’enquête mène aux milieux survivalistes.
- Distribution :

- Natacha Krief : Iris
- Nicolas Wanczycki : Eric Brochant
- Emmanuelle Galabru : Mathilde Dumont
- Louis Christiani : Sven
- Louise Desmullier : Sonia
- Céline Deest : la femme médecin
- Hervé Laudière : Pierre Boilard
- Amélie Robin : la vendeuse
- Michel Bouis : Damien Lacasse

- Première diffusion :
  -  Suisse :
  -  Belgique : 4 septembre 2021 sur La Une
  -  France :  28 septembre 2021 sur France 3
- Tournage : le tournage est effectué, en août et septembre 2020, dans le département des Hautes-Alpes (Briançon, Val-des-Prés, Névache, L'Argentière-la-Bessée, Le Monêtier-les-Bains, Puy-Saint-Vincent, Saint-Martin-de-Queyrières, Les Vigneaux, Vallouise-Pelvoux, Villar-d'Arêne)[23]

#### Épisode 3:Seuls au monde
- Numéro de production : 20 (7-03)
- Réalisation : Thierry Petit
- Scénario : Marc Kressmann et Marie-Alice Gadéa
- Chef decorateur : Denis Bourgier
- Musique originale : Jérôme Lemonnier (assisté de Hadrien Bonardo)
- Distribution :

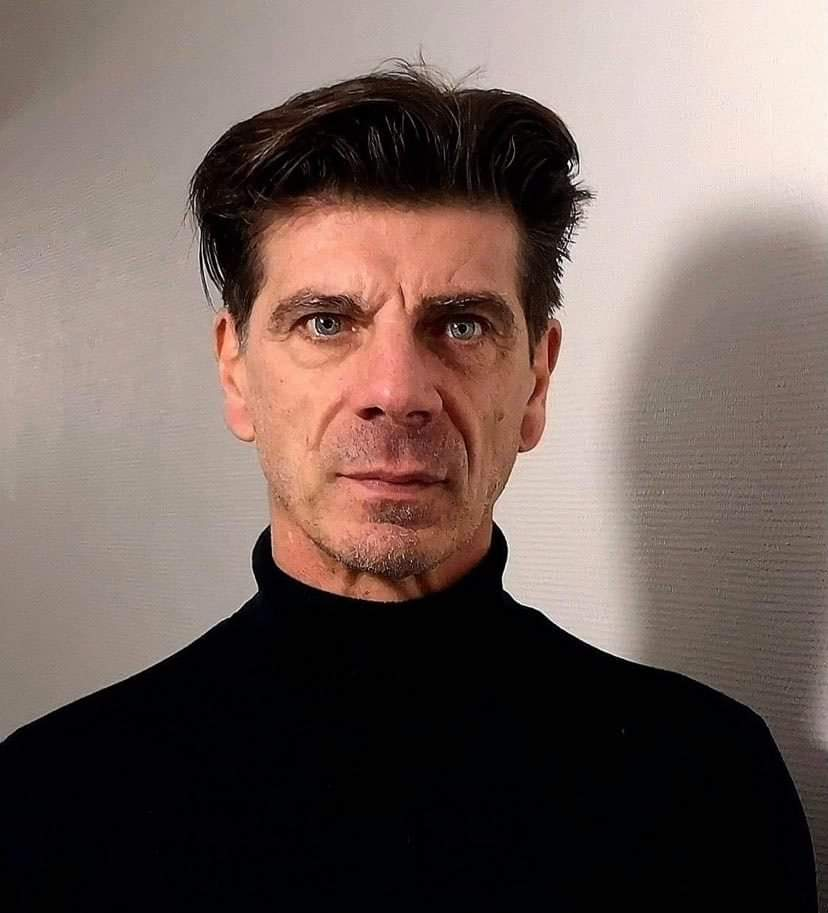
Elliot Jenicot.
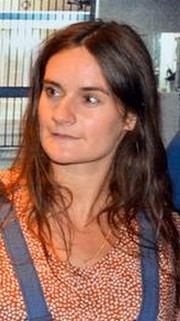
Aurore Broutin.

- Andréa Furet : Julia
- Tom Mairat : Jeff
- Anne Loiret : Cassie Morane
- Axelle Simon : Corinne Delcroix
- Elliot Jenicot : Gérald Delcroix
- Philippe Fretun : Jacques Ferrand
- Aurélie Aloy : Myriam Ferrand
- Kassem Al Khoja : Yannis
- Aurore Broutin : Marine Rousseau
- Yuming Hey : Lola
- Yanisse Mahmoudi : Marc Lola
- Sophia Johnson : médecin pompier, aussi dans ép 2 saison 4
- Benjamin Jourdan : Pierrick Chauvin

- Première diffusion :
  -  Suisse : 29 septembre 2021 sur RTS 2
  -  Belgique : 11 septembre 2021 sur La Une
  -  France : 25 janvier 2022 sur France 3
- Résumé : au retour d'une balade, Alex découvre, à côté de son véhicule sorti de route, le corps de Myriam Ferrand, une connaissance, avec qui il a eu une aventure. Il ne croit pas à la thèse de l'accident et recherche un éventuel meurtrier ayant maquillé son crime.
- Tournage : le tournage est effectué, du 15 octobre au 17 décembre 2020, dans le département des Hautes-Alpes (Briançon, Cervières, Le Monêtier-les-Bains, Savines-le-Lac, Val-des-Prés, Pelvoux, et dans le département des Bouches-du-Rhône (Marseille, Aix-en-Provence)[23],[37],[38].

#### Épisode 4:La Fille de l'hiver
- Numéro de production : 21 (7-04)
- Réalisation : Pierre Isoard

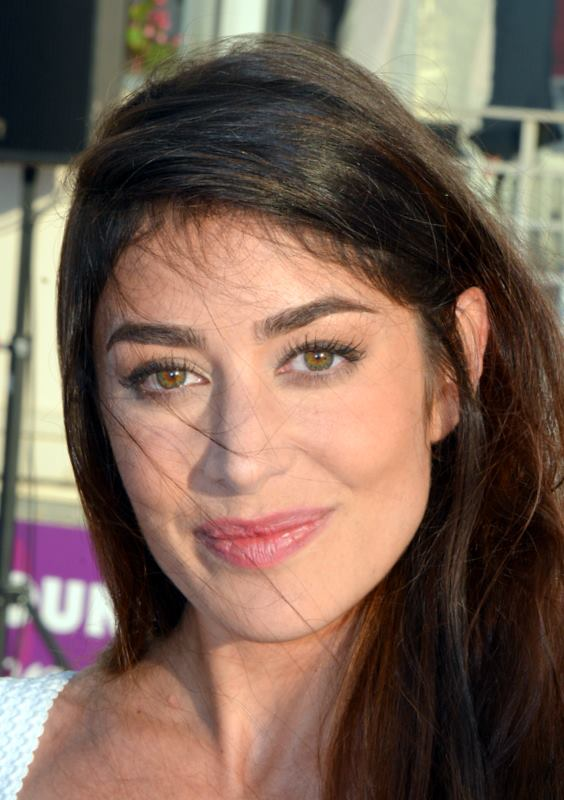
Fanny Valette.

- Scénario : Julien Guérif et Pierre Isoard
- Chef decorateur : Denis Bourgier
- Musique originale : Jérôme Lemonnier (assisté de Hadrien Bonardo)
- Distribution :

- Fanny Valette : Chris
- Adama Niane : Frère Frédéric
- Loïc Houdré : Jean Fargeot, aussi dans ép 3 saison 3
- Adam Celik : chef des tueurs
- Nassim Bouguezzi : tueur 1
- Arnaud Olindo : tueur 2
- Mehdi Hadim : tueur 3
- Anis Messabis : tueur 4
- Olivier Cabassut : gendarme barrage, aussi dans ép 4 saison 6
- Alice Dubuisson : la journaliste

- Première diffusion :
  -  Suisse : 9 octobre 2021 sur RTS 1
  -  Belgique : 22 janvier 2022 sur La Une
  -  France : 1er février 2022 sur France 3
- Résumé : une avalanche menaçant le village, les villageois ayant été évacués, Lusagne se retrouve isolé. Mais une jeune femme se cache dans un chalet du village[39]. Elle se dit poursuivie par des tueurs qui veulent l'éliminer. Une folle cavale dans les montagnes enneigées a lieu entre les hommes de la rurale accompagnés de la femme et les tueurs qui sont arrivés en motoneige.
- Tournage : le tournage est effectué, du 9 au 25 mars 2021, dans le département des Hautes-Alpes (Briançon, Névache, Val-des-Prés, Montgenèvre, Puy-Saint-Vincent, Cervières)[23],[39]. En particulier, les vues extérieures de l'abbaye ont  été tournées à l'Abbaye de Boscodon dans le département des Hautes-Alpes (vue lointaine panoramique en contre plongée), tandis que les scènes intérieures ont été filmées l'Abbaye du Thoronet, dans le département du Var. C'est le seul épisode tourné en conditions hivernales[40],[41].

### Huitième saison (2022)
Le nombre d'épisodes par saison revient à 3.

#### Épisode 1:Les Indomptés
- Numéro de production : 22 (8-01)
- Réalisation : Thierry Petit

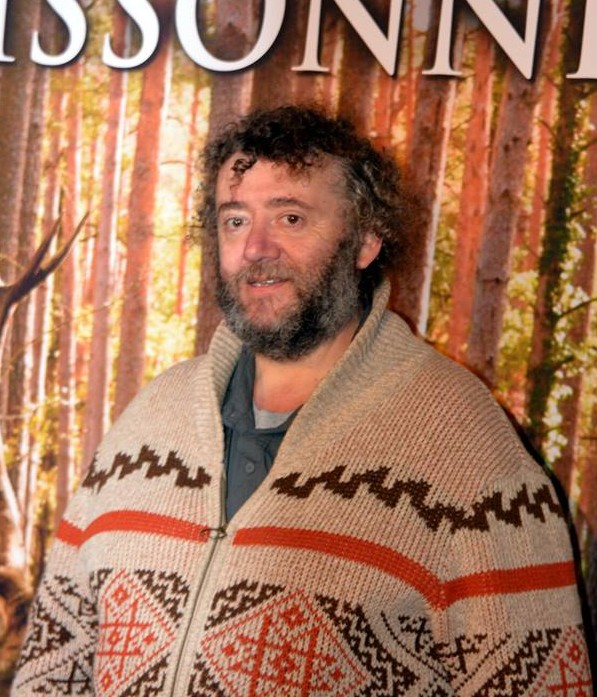
Frédéric Saurel.

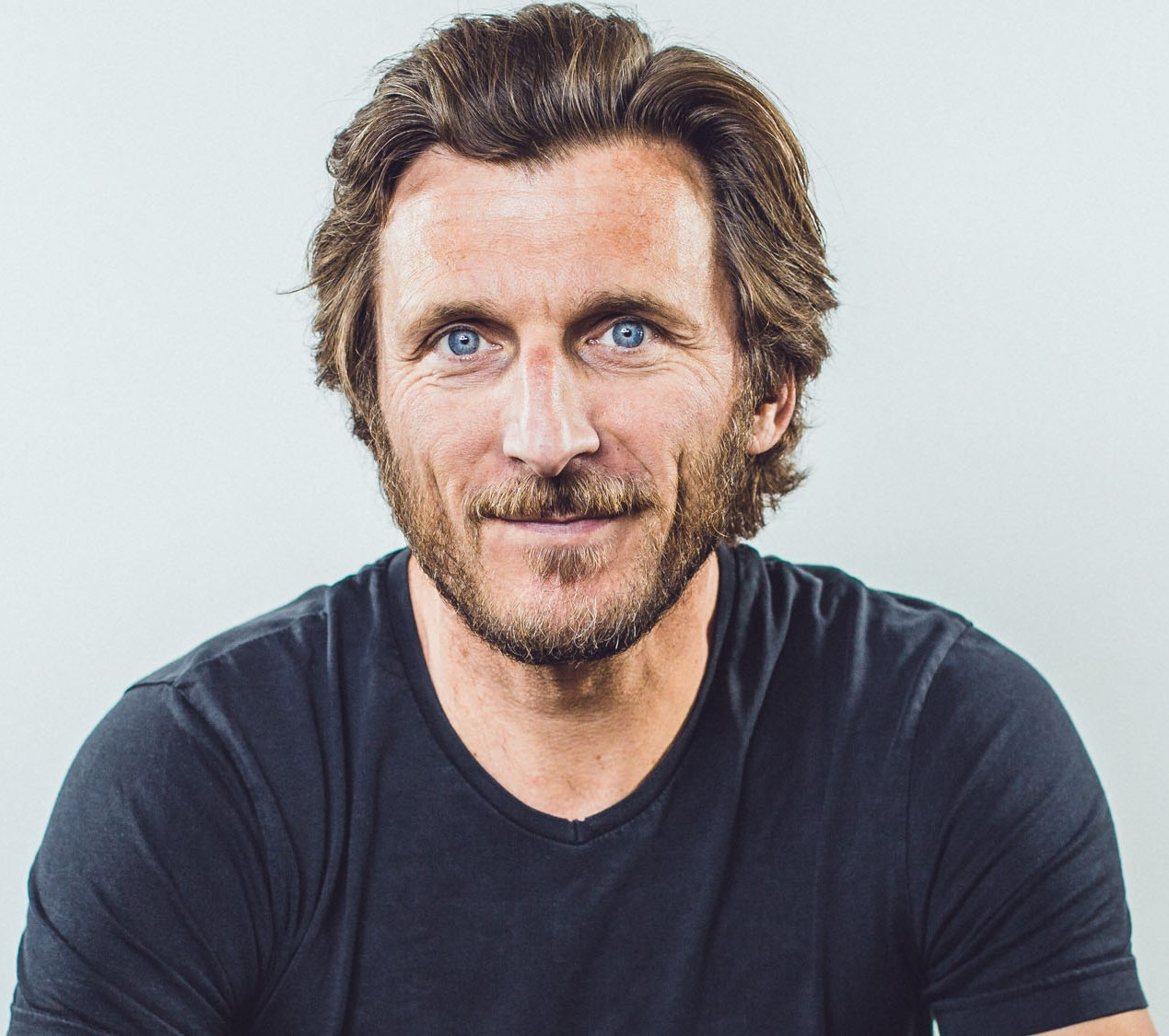
François-Dominique Blin.

- Scénario : Julien Guérif et Pierre Isoard
- Musique originale : Jérôme Lemonnier
- Première diffusion :
  -  Suisse : 4 mars 2022 sur RTS 1[note 2]
  -  Belgique : 1er octobre 2022 sur La Une[note 3]
  -  France : 28 mars 2023 sur France 3
- L'arc narratif : la commissaire Christine Dorval (Marilyne Canto) quitte la police — et la série — à la suite d'une crise déontologique. Bien qu'il soit répertorié comme le premier épisode de la huitième saison, Les Indomptés était tourné et diffusé en dernier et sert manifestement de point culminant.
- Résumé : deux motards volent le camion d'un boucher avec sa cargaison.
- Tournage : du 31 août au 28 septembre 2021 à Briançon et ses alentours (après les épisodes 2 et 3)[43],[44]
- Distribution :

- Marie-Pierre Nouveau : Rose
- Julien Lopez : Benny
- Elias Hauter : Ramos
- Frédéric Saurel : Étienne Tousart
- François-Dominique Blin : Roland Meyer
- Alice Dubois : Emma
- Sabine Rosoli : Jeanne Bernat
- Philippe Alarcon : chauffeur citerne
- Vadim Agid : motard
- Domenico Favasuli : motard

- Tournage : le tournage est effectué dans le département des Hautes-Alpes (Briançon, Val-des-Prés, Les Vigneaux, Saint-Chaffrey, Saint-Crépin, Villar-Saint-Pancrace, Freissinières, L'Argentière-la-Bessée)[23]

#### Épisode 2:Mauvais Sang
- Numéro de production : 23 (8-02)
- Réalisation : Muriel Aubin

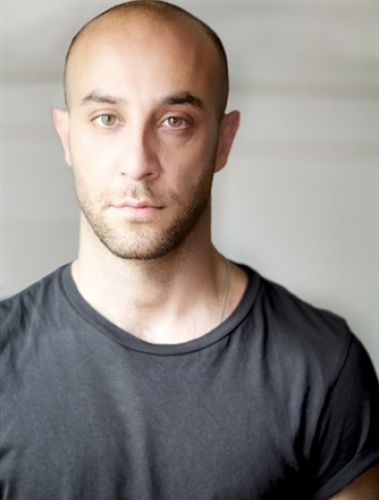
Mikaël Chirinian.

- Scénario : Manuèle Claude, Muriel Aubin et Charles Nemes
- Chef decorateur : Denis Bourgier
- Musique originale : David Salkin
- Distribution :

- Riton Liebman : Maxime Melino
- Nade Dieu : Hélène Melino
- Antoine Gourlier : Léo/Quentin
- Milo Machado-Graner : Tristan Melino
- Thierry Pietra : directeur du foyer
- Mikaël Chirinian : berger
- Philippe Couerre : le médecin
- Benjamin Gauthier : l'éducateur théâtre
- Philippe Bertin : le journaliste
- Valérie Trebor : la femme anti-onde
- Ivan Gueudet : le moniteur de plongée
- Ivan Bougnoux : l'instituteur
- Jacques Kounta : le geek
- Valérie Klinger : la dentiste
- Pierre Hardillier : skater
- Gaêtan Henry : skater
- Hugo Besset : skater

- Première diffusion :
  -  Suisse : 18 février 2022 sur RTS 1
  -  Belgique : 17 septembre 2022 sur La Une
  -  France : 25 octobre 2022 sur France 3
- Résumé : Léo Mélino, fugueur à onze ans, réapparaît sept ans plus tard aux abords de Lusagne. Il aurait été enlevé et séquestré. Ses parents l'accueillent alors qu'Hugo et Angelo, tentant de suivre les procédures, vérifient leurs doutes.
- Tournage : le tournage est effectué, du 2 juin au 1er juillet 2021, dans le département des Hautes-Alpes (Briançon, Val-des-Prés, Névache, Cervières, Embrun, Saint-André-d'Embrun, Champcella, Montgenèvre, Villar-Saint-Pancrace)[23],[45]
- Commentaire : avant le générique de fin, l'épisode est dédié à Marion Sarraut, décédée quelques jours après la fin du tournage.

#### Épisode 3:En terre sauvage
- Numéro de production : 24 (8-03)
- Réalisation : Olivier Langlois
- Scénario : Nicolas Tackian et Franck Thilliez
- Musique originale : Jérôme Lemonnier (assisté de Hadrien Bonardo)
- Distribution :

- Juliette Plumecocq-Mech : Anna Barois
- Pauline Pouchin : Alice Verger
- Fanny Guidecoq : Marjorie Blinsky
- Sébastien Libessart : Yvan Timbaud
- Hugo Dillon : Mickaël Jourdain
- Laurent Fernandez : Patrick Manouk
- Rodolphe Blanchet : Rémy Descosse
- David Grolleau : Baptiste (Romain Michaud)
- Philippe Machu : le légiste, Marc Huygens
- Hagop Kalfayan : patron du Gelfroid

- Première diffusion :
  -  Suisse : 25 février 2022 sur RTS 1
  -  Belgique :  24 septembre 2022 sur La Une
  -  France :  1er novembre 2022 sur France 3
- Résumé : le gardien de la réserve de Mirambelle est retrouvé mort.
- Tournage : le tournage est effectué, du 7 juillet au 4 août 2021, dans le département des Hautes-Alpes (Briançon, Cervières, Val-des-Prés, Névache, L'Argentière-la-Bessée, Saint-Martin-de-Queyrières)[23],[46]

### Neuvième saison (2023)
Deux des acteurs principaux quittent la série : Marilyne Canto et Lionnel Astier, qui désirent se consacrer à d'autres projets. Leur départ ne se fait pas de manière irréversible afin de laisser la possibilité d'un retour en tant qu'invité dans le futur,.
Le départ de Lionnel Astier a lieu dans le premier épisode intitulé La Dernière Piste,.
Un crossover avec la série Candice Renoir était prévu. Cécile Bois parle d'une rencontre entre « l'ours des montagnes et la Barbie des plages »,. Il a finalement été annulé en raison de problèmes d'emploi du temps.

#### Épisode 1:La Dernière Piste
- Numéro de production : 26 (9-01)
- Réalisation : Pierre Isoard

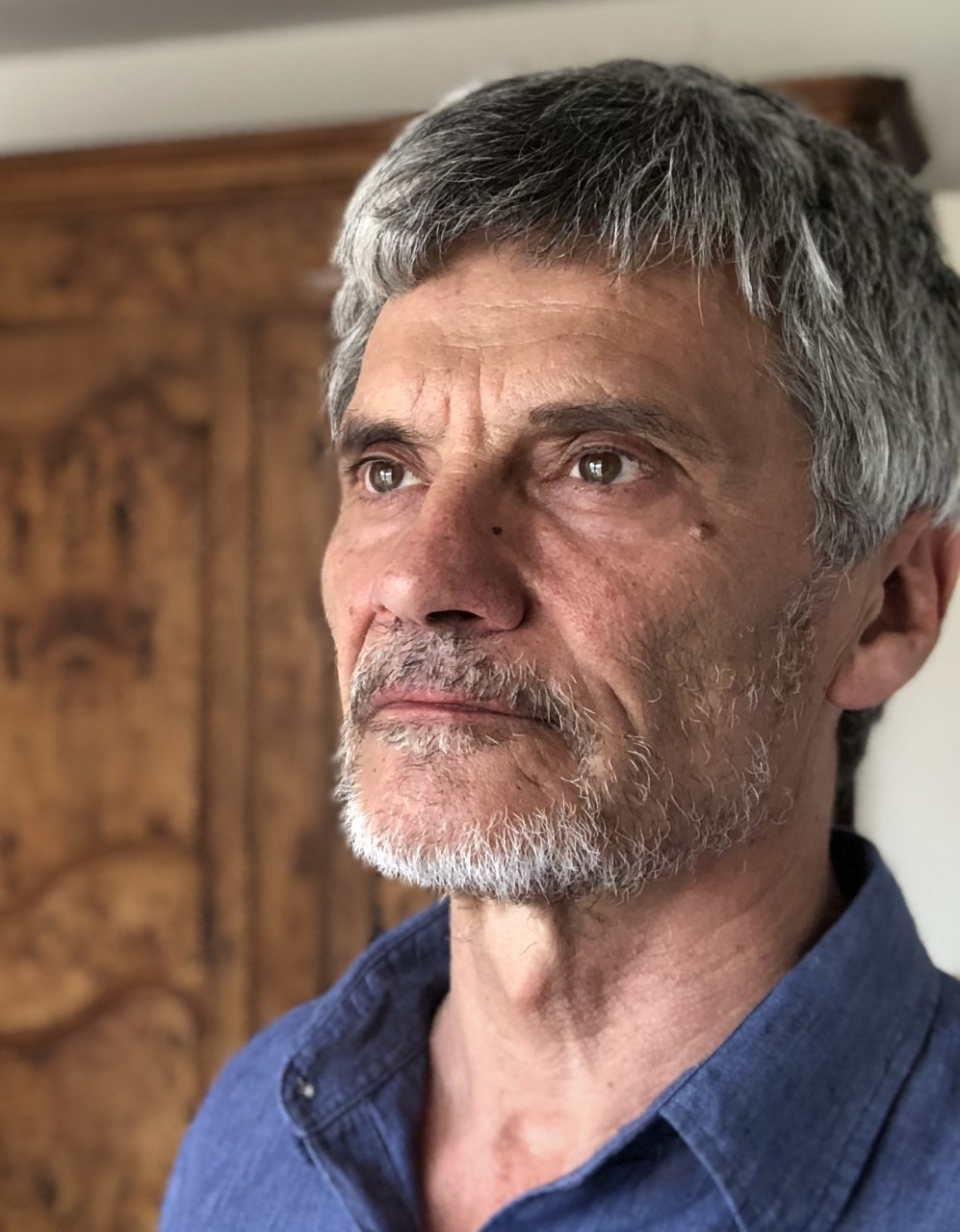
Bernard Blancan.

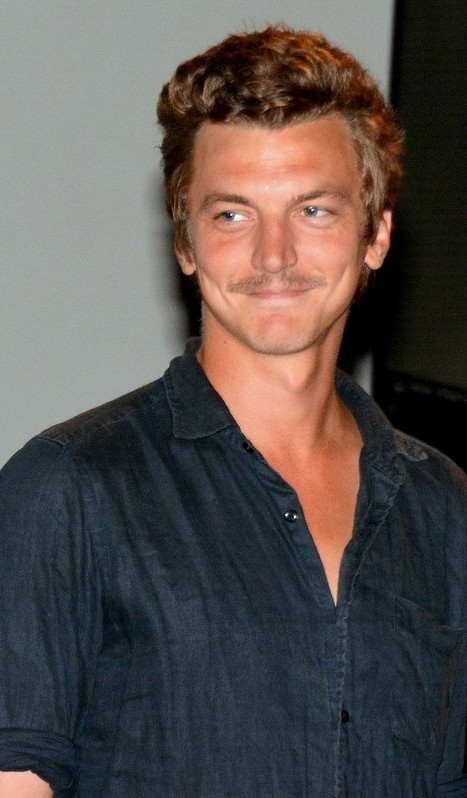
Olivier Chantreau.

- Scénario : Julien Guérif et Pierre Isoard
- Musique originale : Jérôme Lemonnier
- Distribution :

 Sauf indication contraire ou complémentaire, les informations mentionnées dans cette section proviennent du générique de fin de l'œuvre audiovisuelle présentée ici.
- Peggy Martineau : Olivia
- Cyril Lecomte : Michel Guivarch
- Edouard Berchiche : Aurélien Pavard
- Mohamed Seddiki : Icham Fékir
- Bernard Blancan : Philippe Canté
- Olivier Chantreau : Luc Hernandez
- Josiane Pinson : Véronique Pavard
- Marc Pistolesi : médecin légiste aussi dans ép 3 saison 3, ép 1 saison 5 et ép 1 saison 7

- Première diffusion :
  -  Suisse : 24 mars 2023 sur RTS 1
  -  Belgique : 1er avril 2023 sur RTBF La Une
  -  France : 4 avril 2023 sur France 3
- Tournage : le tournage est effectué, du 1er au 30 juin 2022, dans le département des Hautes-Alpes (Briançon, Cervières, Val-des-Prés, Montgenèvre, Puy-Saint-Pierre, Villar-Saint-Pancrace)[23],[52].
- L'arc narratif : Angelo Batalla (Lionnel Astier), « chef » du poste à Lusagne, prend sa retraite à contrecœur, implicitement parce qu'il a atteint la limite d'âge.
- Résumé : lors d'une opération de réinsertion sociale, deux détenus en fin de peine disparaissent. On retrouve le corps sans vie de l'un des deux, le crâne fracassé.

#### Épisode 2:La Part du diable
- Numéro de production : 27 (9-02)
- Réalisation : Olivier Langlois
- Scénario : Julien Guérif
- Musique originale : Jérôme Lemonnier
- Distribution :

- Bénédicte Choisnet : Solène Ragin
- Cédric Appietto : Pierre Luxin
- Éric Herson-Macarel : Vassile Lupu
- Myra Bitout : Wendi Madar
- Hubert Delattre : Sébastien Dalmatte
- Charlie Nelson : Claude Ragin
- Antoine Herbulot : Jean-Roch
- Alexandre Alves : Charles Cabaye

- Première diffusion :
  -  Suisse : 5 mai 2023 sur RTS 1
  -  Belgique : 9 septembre 2023 sur RTBF La Une
  -  France : 5 décembre 2023 sur France 3
- Tournage : le tournage est effectué, du 7 juillet au 4 août 2022, dans le département des Hautes-Alpes (Briançon, Abriès-Ristolas, Château-Ville-Vieille, Arvieux, L'Argentière-la-Bessée, Les Vigneaux, Cervières, Freissinières, Val-des-Prés)[23],[53].

#### Épisode 3:Cold case
- Numéro de production : 28 (9-03)
- Réalisation : Thierry Petit

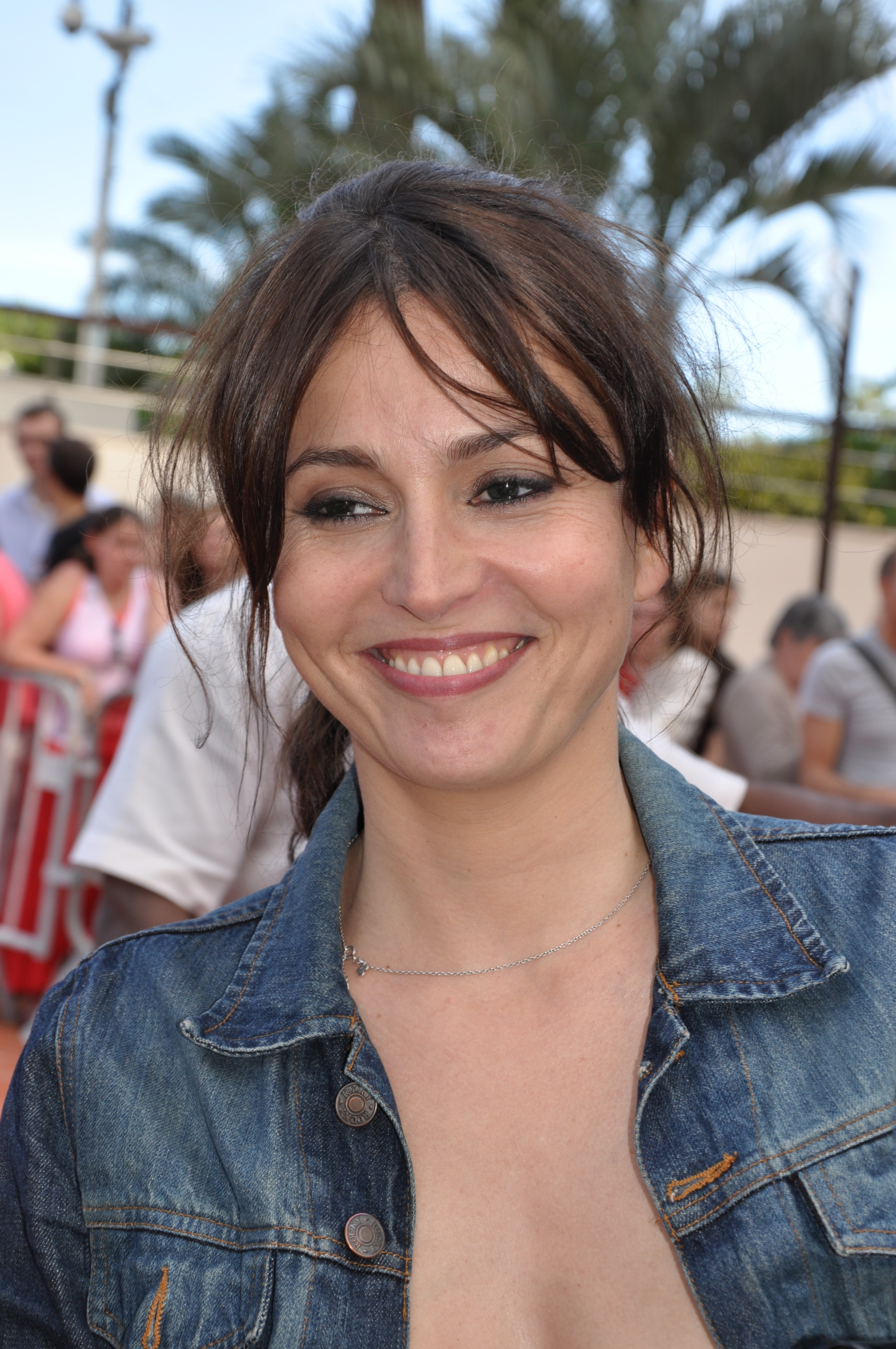
Anne Charrier.

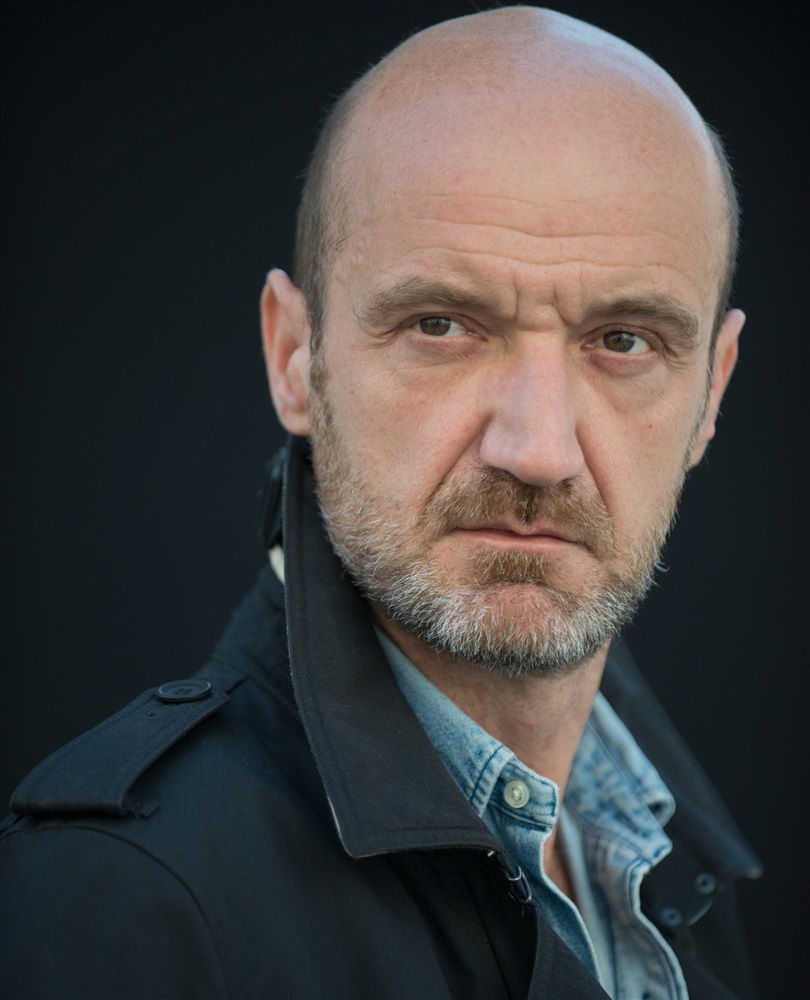
Frédéric Maranber.

- Scénario : Julien Guérif et Fabienne Facco
- Musique originale : Jérôme Lemonnier
- Distribution :

- Anne Charrier : Mathilde Laurent
- Julie Victor : Adèle Maurice
- Frédéric Maranber : Michel Étienne
- Éric Denize : Marc-André Tergen
- Nicolas Martinez : Jacob Chantôme
- Isabelle Leprince : Armelle Chantôme
- Jean Corso : Guy Bazan
- Caroline Borderieux : Élodie Minier
- Adrien Malvoisin : Jérémie Chantôme
- Paul Passagot : Jacob Chantôme à 10 ans

- Première diffusion :
  -  Suisse : 12 mai 2023 sur RTS 1
  -  Belgique : 11 novembre 2023 sur RTBF La Une
  -  France : 12 décembre 2023 sur France 3
- Tournage : le tournage est effectué, du 5 septembre au 3 octobre 2022, dans le  département des Hautes-Alpes (Briançon, La Grave, Val-des-Prés, Vallouise-Pelvoux, Névache, Puy-Saint-André, Cervières, Crots, Eygliers, Mont-Dauphin, Glacier de la Girose)[23],[54],[55].

À la fin de l'enquête, l'éloge funèbre prononcé par Mathilde se déroule dans le petit cimetière au pied de l'Église Saint-Michel de Cervières.
- Résumé : le glacier rend le corps d’une femme, Élodie Minier née en 1974, morte vingt-cinq ans auparavant ; ce corps est remarquablement conservé et une blessure par balle ne laisse aucun doute sur les causes de la mort[56]. Une lettre signée d’une certaine Mathilde Laurent, domiciliée à Paris, est retrouvée dans son sac à dos. Le lendemain, après avoir contacté Mathilde Laurent, Alex Hugo la voit surgir. Elle est une policière de Paris, connaissant bien la victime et venue savoir ce qui s'est passé. Alex prend assez mal cette tentative d’intrusion. Avec Anne Charrier, interprétant le personnage, il y a une espèce de jeu de séduction, la possibilité d'un couple.

### Dixième saison (2024)

#### Épisode 1:La Vallée des vautours
- Numéro de production : 29 (10-01)
- Réalisation : Sylvie Ayme
- Scénario : Jean-Luc Estèbe

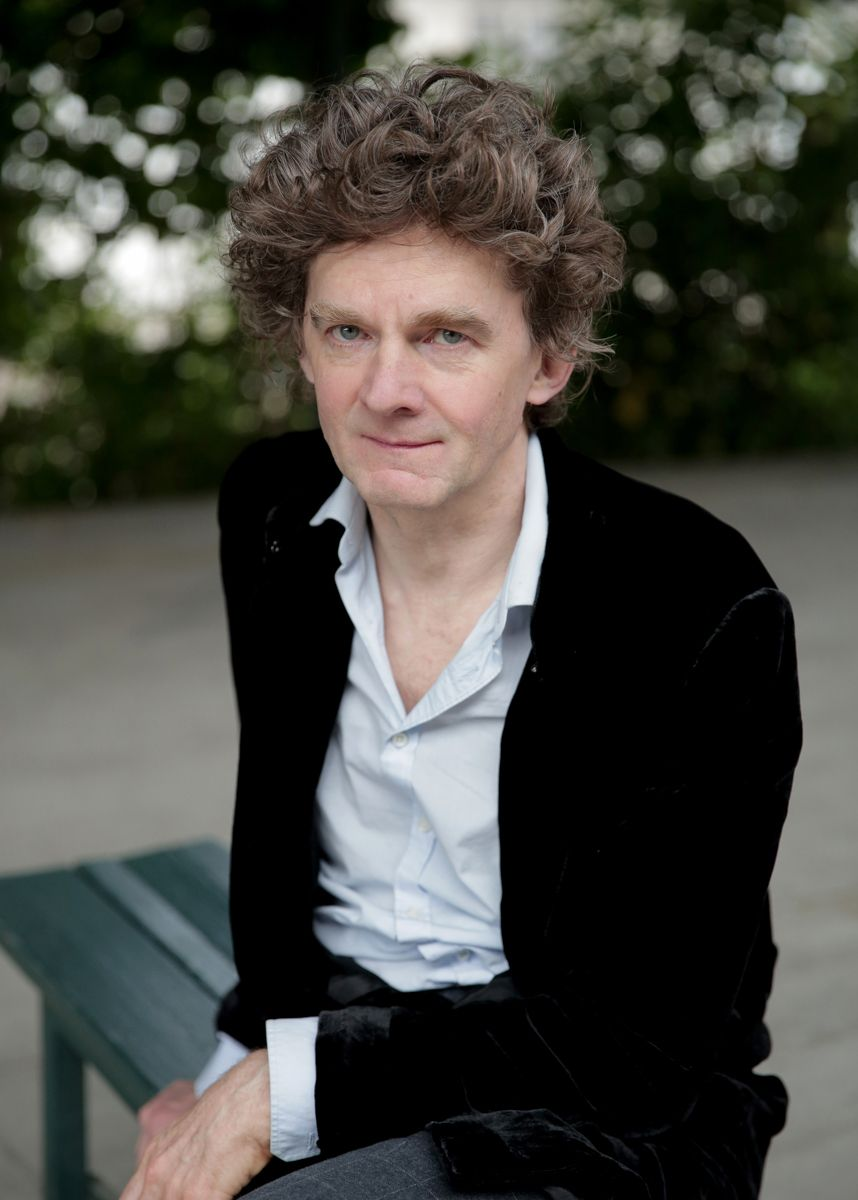
Nicolas Vaude.

- Musique originale : Jérôme Lemonnier
- Résumé : un couple d'anglais est retrouvé assassiné.
- Distribution :

- Charlie Anson : Brian Davies
- Lily Nambininsoa : Coline Audrant
- Stéphane Rideau : Olivier Castan
- Nicolas Vaude : Gilles Dantremont
- Leeloo Eyme : Marion Castan
- Christine Cardeur : Gisèle Castell

- Première diffusion :
  -  Suisse : 10 décembre 2023 sur RTS 1
  -  Belgique : 9 mars 2024 sur La Une
  -  France :  12 mars 2024 sur France 3
- Tournage : du 6 juin au 4 juillet 2023 dans les Hautes-Alpes, notamment à Briançon[57],[58] et à Puy-Saint-Vincent (hameau de Tournoux et via ferrata du même nom).

#### Épisode 2:Les Engagés
- Numéro de production : 30 (10-02)
- Réalisation : Thierry Petit
- Scénario :
- Musique originale : Jérôme Lemonnier
- Chef decorateur : Denis Bourgier
- Résumé : une nouvelle affaire criminelle – l'assassinat d'un jeune activiste écologique – ainsi que l'avenir incertain d'une station de ski qui perd de plus en plus de clients à la suite de la crise de la Covid et du réchauffement et qui tente de se relancer en organisant des stages de VTT en altitude pour les jeunes à la recherche de sensations fortes occupent l'attention d'Alex Hugo.
- Distribution :

- Daphné Lanne : Solen Gaillard
- Pierre-Yves Le Louarn : Émile Gaillard
- Guillaume Faure : Olivier Mercier
- Kahena Saïghi : Leila Frémont
- Thomas Alden : Michael Lopez
- Lamine Yall Kane : Farid Al-Aswany
- Katherine Adams : madame Bouchard
- Laurent Imbault : monsieur Berlinguette
- Daniel Dorel : Noé Zimmer
- Caroline Riou : Élisabeth Pasquier
- Kelly Rolfo : la sous-lieutenante
- Juline Thibaut : Claire Astraldi
- Clément Huet : garde-forestier
- Philippe Lévy : agriculteur 1
- Jacques Bouanich : agriculteur âgé
- Antonin Totot : pompier 1
- Sophia Johnson : médecin
- Serge Gisquière : le maire
- Anastasia Augst : chasseur alpin

- Première diffusion :
  -  Suisse :  27 décembre 2023 sur RTS 1
  -  Belgique : 26 octobre 2024 sur RTBF La Une
  -  France : 12 novembre 2024[59] sur France 3
- Tournage : du 10 au 30 juillet 2023 notamment dans la station de Céüze 2000[57].
- Remerciements : les communes de Manteyer, Chateauneuf-d'Oze, la Grave, Briançon, Val-des-Prés, Ceillac, Communauté de communes Buëch-Dévoluy, département des Hautes-Alpes, ONF, SDIS 05, Association pastorale du Chazelet.

### Onzième saison (2025)
La vie sentimentale d’Alex Hugo pourrait considérablement évoluer au cours de ces 2 épisodes inédits. Il s’agit du personnage de Julia incarné par la comédienne Sauce Ena.

#### Épisode 1:La Forêt des assassins
- Numéro de production : 31 (11-01)
- Réalisation : Sylvie Ayme
- Scénario : Jean-Luc Estèbe
- Musique originale : Jérôme Lemonnier
- Première diffusion :
  -  Suisse : 31 janvier 2025 sur RTS 1
  -  Belgique : 8 février 2025 sur La Une[61]
  -  France : 20 mai 2025 sur France 3[62]
- Tournage : du 28 mai au 24 juin 2024 dans les Hautes-Alpes, notamment à Névache, Cervières, au lac de l'Orceyrette et dans une scierie de Saint-Martin-de-Queyrières[63]. L'épisode débute au lac de l'Orceyrette, formé grâce à la création d'un petit barrage au début des années 1970, sur la commune de Villar-Saint-Pancrace, dans le Briançonnais, à 2 000 mètres d’altitude, ex-région d’estive pour les troupeaux de vaches[64] et la scène de l'évasion est tournée au bord de la Cerveyrette, à Cervières.
- Distribution :

- Alexandre Carrière : Antoine Servaz
- Noë Besin : Amaury Sandillon
- Selma Kouchy : Caroline Gambier
- Sauce Ena : Julia
- Salomé Braun : Élodie Gambier
- Claire-Aurore Bartolo : Marion, la policière
- Julie Cardile : femme association
- Romain Gonçalves : ouvrier 1
- Nicolas Bonnefoi : ouvrier 2

Alex Hugo enquête sur un accident de travail survenu dans une scierie familiale, dont a été victime Élodie, une jeune ouvrière travaillant à l'équarrissage, mariée à un activiste des causes environnementales. Il prend des photos des lieux de l'accident avec son smartphone et tente d'en savoir plus auprès des professionnels. La piste d'un meurtre émerge. Il explore ainsi, couche après couche, la vie de toute une communauté de travailleurs du bois. Comme on suit les tracés concentriques à l'intérieur d'un tronc d'arbre, il remonte le cours du temps pour découvrir les vérités cachées. Le scénario  de Jean-Luc Estèbe révèle les tensions dans la filière bois, soumise aux scandales des coupes illégales et des chantiers clandestins,,.

#### Épisode 2:Le Nouvel Eldorado
- Numéro de production : 32 (11-02)
- Réalisation : Thierry Petit
- Scénario :
- Musique originale :
- Première diffusion :
  -  Suisse : 7 février 2025 sur RTS 1
  -  Belgique : 10 mai 2025 sur La Une
  -  France :
- Tournage : en septembre 2024 dans les Hautes-Alpes, notamment à Vallouise, Villar-Saint-Pancrace, à Briançon, Puy-Saint-Vincent, Saint-Martin-de-Queyrières, Val-des-Prés[68]

## Accueil

### Audiences
| no | Titre                            | Date de diffusion France | Téléspectateurs | Part d'audience | Classement | Référence |
| -- | -------------------------------- | ------------------------ | --------------- | --------------- | ---------- | --------- |
| 1  | La Mort et la Belle Vie (Pilote) | 19 mars 2014             | 4 190 000       | 16,8 %          | 2e         | [ 69 ]    |
| 2  | Comme un oiseau sans ailes       | 2 septembre 2015         | 4 440 000       | 19,1 %          | 1er        | [ 70 ]    |
| 3  | La Traque                        | 9 septembre 2015         | 5 180 000       | 22,5 %          | 1er        | [ 71 ]    |
| 4  | Soleil noir                      | 7 septembre 2016         | 4 930 000       | 22,5 %          | 1er        | [ 72 ]    |
| 5  | La Dame blanche                  | 14 septembre 2016        | 4 590 000       | 19,7 %          | 1er        | [ 73 ]    |
| 6  | Les Amants du levant             | 6 septembre 2017         | 5 240 000       | 22,8 %          | 1er        | [ 74 ]    |
| 7  | Sur la route                     | 13 septembre 2017        | 4 770 000       | 21,1 %          | 1er        | [ 75 ]    |
| 8  | L'Homme perdu                    | 20 septembre 2017        | 5 290 000       | 23 %            | 1er        | [ 76 ]    |
| 9  | Marche ou crève                  | 29 août 2018             | 4 520 000       | 22,6 %          | 1er        | [ 77 ]    |
| 10 | Pour le meilleur et pour le pire | 5 septembre 2018         | 4 880 000       | 23,5 %          | 1er        | [ 78 ]    |
| 11 | Celle qui pardonne               | 12 septembre 2018        | 5 170 000       | 24,4 %          | 1er        | [ 79 ]    |
| 12 | La Balade sauvage                | 28 août 2019             | 4 950 000       | 25,6 %          | 1er        | [ 80 ]    |
| 13 | Mémoire morte                    | 4 septembre 2019         | 4 860 000       | 23,7 %          | 1er        | [ 81 ]    |
| 14 | L’Étrangère                      | 11 septembre 2019        | 4 920 000       | 23,6 %          | 1er        | [ 82 ]    |
| 15 | Jour de colère                   | 9 mars 2020              | 5 130 000       | 21,9 %          | 1er        | [ 83 ]    |
| 16 | Les Racines du mal               | 2 septembre 2020         | 5 500 000       | 25,2 %          | 1er        | [ 84 ]    |
| 17 | Le Prix de la liberté            | 9 septembre 2020         | 5 840 000       | 26,5 %          | 1er        | [ 85 ]    |
| 18 | Un rêve impossible               | 23 septembre 2020        | 5 610 000       | 26,1 %          | 1er        | [ 86 ]    |
| 19 | La Voie de l'esprit              | 21 septembre 2021        | 5 730 000       | 25,8 %          | 1er        | [ 87 ]    |
| 20 | La Fin des temps                 | 28 septembre 2021        | 5 870 000       | 26 %            | 1er        | [ 88 ]    |
| 21 | Seuls au monde                   | 25 janvier 2022          | 5 580 000       | 25,7 %          | 1er        | [ 89 ]    |
| 22 | La Fille de l'hiver              | 1er février 2022         | 5 650 000       | 26,9 %          | 1er        | [ 90 ]    |
| 23 | Mauvais Sang                     | 25 octobre 2022          | 5 470 000       | 24,4 %          | 1er        | [ 91 ]    |
| 24 | En terre sauvage                 | 1er novembre 2022        | 6 180 000       | 27,8 %          | 1er        | [ 92 ]    |
| 25 | Les Indomptés                    | 28 mars 2023             | 5 460 000       | 24,5 %          | 1er        | [ 93 ]    |
| 26 | La Dernière Piste                | 4 avril 2023             | 5 730 000       | 26,6 %          | 1er        | [ 94 ]    |
| 27 | La Part du diable                | 5 décembre 2023          | 5 770 000       | 27,7 %          | 1er        | [ 95 ]    |
| 28 | Cold case                        | 12 décembre 2023         | 5 690 000       | 27,6 %          | 1er        | [ 96 ]    |
| 29 | La Vallée des vautours           | 12 mars 2024             | 5 480 000       | 27 %            | 1er        | [ 97 ]    |
| 30 | Les Engagés                      | 12 novembre 2024         | 5 230 000       | 26,7 %          | 1er        | [ 98 ]    |
| 31 | La Forêt des assassins           | 20 mai 2025              | 5 068 000       | 28 %            | 1er        | [ 99 ]    |

Légende
- Les plus hauts chiffres d'audience
- Les plus bas chiffres d'audience

## Univers de la série

### Personnages et auteurs
Parmi les auteurs, les romanciers Franck Thilliez et Nicolas Tackian mais aussi d'autres auteurs comme Julien Guérif, Pierre Isoard, Manuèle Claude, Muriel Aubin ou encore Charles Nemes.
Au tout début, Samuel Le Bihan a tenté de « coller au personnage du livre », très sensible, d'où son surnom  « la tendresse », puis abandonné cette piste : et trouvé plus intéressant de rendre le personnage « plus discret dans l'expression de ses sentiments, plus fort et élégant dans sa manière de gérer ses démons ». Il 
pousse les auteurs et metteurs en scène à donner « toujours plus de matière à son personnage ». Quand il était jeune, Samuel Le Bihan dessinait beaucoup, dans un petit carnet, comme son personnage, « qui reste extrêmement mystérieux, mais aussi la série, qui change de l'univers urbain que l'on voit habituellement dans les polars ».
Lionnel Astier, qui incarne le chef de la petite équipe de la police rurale, a dû « refuser plusieurs propositions de tournage » car si au début, les acteurs tournaient « deux épisodes par an », le rythme passé à quatre en raison du succès, ce qui a amené Lionnel Astier, qui « aurait pu rester si le même rythme s'était poursuivi à cette fréquence », à choisir d'autres embauches car ce nouveau rythme le coupe de ses autres projets,. La production lui a demandé de revenir de temps en temps, et il a accepté.

### Histoire et inspiration
La série débute par un premier épisode unitaire, La Mort et la Belle Vie, adaptation de Death and the Good Life (1981), seul roman du poète américain Richard F. Hugo. Ce livre, qui souhaite rendre hommage aux maîtres du genre, Dashiell Hammett, Raymond Chandler et Patricia MacDonald, a pour héros « un flic au grand cœur », Barnes la tendresse, qui a « quitté la ville pour une bourgade du Montana où il croit trouver la tranquillité ».
La réalisatrice, Delphine Wauthier, estime alors que les grands espaces du Montana, dans les montagnes  Rocheuses américaines, pouvaient se transposer en France, dans les Hautes-Alpes.
Le Monde y voit une « histoire privée de rythme » qui « nous laisse assez froids » car les « caractères stéréotypés contrarient l'élan de sympathie qu'ils devraient susciter ». Une première audience inespérée (4,19 millions de téléspectateurs), fait qu'Alex Hugo devient une série, qui renforce ensuite ce succès en rassemblant de 5 à 6 millions de téléspectateurs par épisode. Alex Hugo figure parmi les séries phares du service public comme Capitaine Marleau ou Les Petits Meurtres d'Agatha Christie.

### Anecdotes
Samuel Le Bihan exécute lui-même la plupart des scènes d'action et cascades. Il est d'ailleurs blessé en sautant d'un mur (grosse entorse, déchirure d'un tendon), lors du tournage pendant l'été 2023,. Pour les scènes en montagne les plus difficiles, il est doublé par Mathieu Benizeau, guide de haute montagne. La sécurité des tournages est assurée par le Bureau des guides et accompagnateurs de Briançon.

### Distinctions
- Festival Polar de Cognac 2023 : Meilleure série[108]

#### Récompenses
- Festival des créations télévisuelles de Luchon 2018 : Prix du public pour l'épisode Marche ou crève